# Экономика Беларуси
Экономика Беларуси — 114-я экономика мира по объёму ВВП на душу населения по ППС (на 2019 год, по данным Всемирного банка), по этому показателю, который составляет 19 943 доллара США, Беларусь занимает место между государством Мальдивы и Мексикой.
Беларусь — среднеразвитое индустриальное государство;
страна обладает развитыми сельским хозяйством и машиностроением. Значительная часть продукции этих отраслей экономики экспортируется (0,17 % мирового товарного экспорта, 32,93 млрд долл., на 2019); важнейшим партнёром Беларуси по внешней торговле является Россия. Развитию экономики республики способствует развитая транспортная сеть. В экономике Беларуси с советских времён сохранилось доминирование государственного сектора.
При этом Беларусь очень сильно зависит от поставок энергоносителей (в основном из России), а также страдает от высокой по европейским меркам инфляции (с 1994 по 2019 год включительно страна входила в топ-20 самых неблагополучных в мире по инфляции). Также, у страны в начале 2010-х годов очень быстро рос государственный внешний долг; к 2020 году соотношение госдолга и ВВП находится на среднем мировом уровне с показателем около 50 %.

## Общая характеристика
В 2017 году в белорусской экономике было занято 4353,6 тыс. человек, в том числе 2191,6 тыс. мужчин (50,5 % общей численности занятых) и 2162 тыс. женщин (49,5 %). В сфере производства было занято 1720,6 тыс. человек, или 39,5 % общей численности занятых, в сфере услуг — 2633 тыс. человек, или 60,5 %.
Объём произведённого ВВП за 2016 год составил свыше 263 трлн белорусских рублей, в том числе на долю сферы производства пришлось более 124 трлн рублей (47 %), сферы услуг — свыше 111 трлн (42 %). В 2016 году ВВП на душу населения составил 27,8 млн рублей. По данным Всемирного банка, в 2016 году по объёму произведённого ВВП в долларах США Беларусь занимала 73-е место в мире среди 192 государств. Вклад Беларуси в мировой ВВП составил 0,07 %.
Страна примерно в 5 раз отстаёт от стран ЕС по производительности труда. Ведётся политика полной занятости, тотального контроля рынка труда и борьба с «тунеядцами» (наказание за отсутствие трудоустройства).
В структуре белорусской экономики со 2-й половины XX века преобладает промышленный сектор, на который государство сделало ставку для достижения установленных темпов экономического роста. Это привело к низкой доле частных предприятий в формировании ВВП в 2017 году — 26-27 % против 60-80 % в соседних странах. Министерство экономики, в частности министр Н. Снопков, признавали ошибочность такой политики, обещая, что в дальнейшем произойдёт переориентация на частный сектор как на общепризнанную основу стабильного экономического развития. В частности, было заявлено, что к 2021 году доля малого и среднего бизнеса в ВВП должна достигнуть 40 %.
После принятия Декрета о развитии цифровой экономики предполагалось, что в 2018 году четверть экономического роста Беларуси может быть обеспечена IT-сектором. Были предположения о том, что рост доли IT-сектора в формировании экономики Беларуси в 2018 году могло достигать 40 %. Доля IT-сегмента в ВВП страны в 2018 году составила 3,7 % (1 % в 2015 году), а по мнению министра экономики в ближайшие годы традиционные отрасли могут вырасти за счёт сегмента малого и среднего бизнеса.
Особенностью экономики республики является относительно небольшое число зарегистрированных юридических лиц (9 261 на 2021 год) и индивидуальных предпринимателей (30 937 на 2021 год). Для сравнения, в России с населением примерно в 15 раз больше в 2021 году было в 252 раза больше зарегистрированных юридических лиц и в 117 раз больше индивидуальных предпринимателей.
В силу большой доли белорусского экспорта в ВВП Беларуси одним из главных факторов роста экономики страны является наращивание экспорта.
Согласно заявлению экс-председателя Национального банка С. Богданкевича в марте 2010, белорусская экономика является сырьевой: базируется на нефтепродуктах, реэкспорте сырой нефти и экспорте калийных солей.
По мнению доктора экономических наук В. Иноземцева, особенность белорусской экономики заключается в попытке соединить элементы плановой системы с рыночным механизмом, попытка сохранить индустриальную базу на базе государственной собственности при подавлении частной инициативы и вмешательстве государства в экономическую деятельность. Как следствие — низкая эффективность. Белорусская экономика опирается на переработку и реэкспорт российского сырья, а легитимность режима обеспечивается моделью социального государства.
Белорусские учёные, в частности — доктор экономических наук, профессор Степан Полоник, считают, что перспективы IT-сектора в ВВП Беларуси изначально были переоценены. При этом устойчивость «белорусской модели» придаёт реальный сектор и, прежде всего — промышленность. IT-сектор в ней играет важную роль, однако не определяющую.

### Отношения собственности
В соответствии с конституцией и Гражданским кодексом, в Беларуси существует две формы собственности — государственная и частная.
Государственная собственность выступает в виде:
- республиканской собственности;
- коммунальной собственности.

Исключительную собственность государства составляют недра, вода, леса, земли сельскохозяйственного назначения.
Этапы преобразования собственности в Беларуси:
1. 1991—1992 годы:
- отсутствие твёрдой законодательной базы в области разгосударствления и преобразования форм собственности;
- осуществление выкупа имущества только за денежные средства;
- осуществление выкупа государственного имущества непосредственно коллективами государственных предприятий с последующим преобразованием этих предприятий в коллективные (народные) предприятия, а позже — в акционерные общества или общества с ограниченной ответственностью;

2. 1993—1995 годы:
- появление законов, регулирующих процессы разгосударствления: Закона «О разгосударствлении и приватизации государственной собственности в Республике Беларусь», Закона «Об именных приватизационных чеках» и др.;
- осуществление выкупа 50 % стоимости имущества за денежные средства, 50 % — за чеки «Имущество»;
- приватизации средних, крупных и малых предприятий различными инвесторами с преобразованием этих предприятий в ОАО;

3. С 1996 года:
- совершенствование законодательства в области разгосударствления и преобразования форм собственности;
- обеспечение единой государственной политики по реформированию государственной собственности;
- усиление социальной и экологической направленности процесса приватизации;
- создание благоприятных условий для привлечения инвестиций в сферу приватизации и др.

В результате ряда факторов (создания частных компаний, осуществления разгосударствления и др.) существенно расширился негосударственный сектор экономики. Доля работающих на негосударственных предприятиях выросла с 47,7 % общей численности занятых в экономике в 2009 году до 56 % в 2017 году. В конце 2010-х годов численность населения, занятого на предприятиях государственной собственности, начала медленно расти (39,3 % в 2015 году, 39,7 % в 2018 году), а на предприятиях в частной собственности — медленно сокращаться.

## История

### ВКЛиРечь Посполитая
В Средние века сельское хозяйство было главной отраслью экономики; в нём было занято подавляющее большинство населения. Важнейшими сельскохозяйственными культурами были рожь, пшеница, ячмень, гречиха, просо, горох, чечевица, лён-долгунец, конопля. В конце XV века в Западной Европе вырос спрос на зерно и другую сельскохозяйственную продукцию, что подтолкнуло развитие торговли и экспортно-ориентированного сельского хозяйства в Великом княжестве Литовском. Появлялись фольварки, продукция которых экспортировалась. В конце XVI — начале XVII века была проведена аграрная реформа (волочная помера), улучшившая условия для ведения сельского хозяйства. Крупными центрами производства керамики в XV веке были Ивенец, Копысь, Несвиж, Мир, Раков, Ружаны, Чашники. Важными экспортируемыми товарами (преимущественно в Западную Европу) были сплавляемый плотами лес и продукты его переработки (смола, поташ и др.).
На развитии экономики и, особенно, сельского хозяйства, негативно отразились войны второй половины XVII — начала XVIII века. Надолго сократились площадь обрабатываемых земель и объёмы производства, сельское хозяйство в значительной степени вернулось к натуральному, продовольственному характеру. По мере преодоления последствий войн восстанавливались объёмы экспорта, хотя его структура изменилась: важнейшим экспортным товаром стал лён, опередивший по объёму вывоза зерно и лес, возросла роль других технических культур. Развитию торговли содействовало строительство в конце XVIII века каналов между бассейнами рек Чёрного и Балтийского морей.
В середине XVIII века появились первые мануфактуры, производившие предметы роскоши и, в меньшей степени, товары массового спроса. Они были как частными, так и государственными. Наиболее известны Налибокская и Уречская стеклянные мануфактуры, Несвижская и Слуцкая мануфактуры шёлковых поясов, принадлежавшие князьям Радзивиллам. В 1770-е годы в Гродно староста Антоний Тизенгауз организовал множество различных мануфактур. Металлургия, использовавшая в качестве сырья болотную руду, долгое время была представлена в основном небольшими предприятиями (руднями). С XVII века стали распространяться рудни с водяными колёсами, приводимые в действие реками. Больше всего их было в окрестностях Бобруйска, Мозыря, Пинска, Речицы. В 1768 и 1780 годах в Малоритском и Воложинском районах были организованы первые металлургические мануфактуры.

### В составе Российской империи
После присоединения современных белорусских земель к Российской империи произошёл передел земельной собственности — владения шляхты, отказавшейся присягать российским императорам, и участников восстаний 1794 и 1830—1831 годов передавались новым владельцам. В конце XVIII — начале XIX века помещичьи хозяйства ориентировались на выращивание на продажу зерновых (прежде всего ржи). Быстро развивалось винокурение, важными экспортными товарами оставались лён и изделия из него, пенька, лес и продукты его первичной переработки. Климатические и торгово-транспортные особенности привели к углублению сельскохозяйственной специализации регионов. В восточных уездах в наибольшей степени распространились посевы конопли, в северных — льна, в центральных и западных — картофеля, в южных и западных уездах активнее развивалось животноводство. Развитие транспорта и изменение рыночной конъюнктуры во второй половине XIX века привели к снижению значения зерновых хозяйств в белорусских губерниях. Более прибыльными направлениями стали скотоводство (особенно молочное), выращивание технических культур, а также картофеля, который использовался и в качестве продовольствия, и на корм скоту, и для производства спирта. В северных уездах большим оставалось товарное значение льноводства.
Бурный рост промышленности и торговли был связан с появлением железных дорог и, в меньшей степени, с развитием внутреннего водного транспорта. За 1860—1900 годы число фабрик выросло в 38 раз. Активнее всего развивались деревообрабатывающая, пищевая, лёгкая промышленность. В 1913 году Минская губерния занимала первое место в Российской империи по производству спирта. В конце XIX века появились первые предприятия иностранной собственности (бельгийские и французские), в 1898 году в Витебске иностранцы открыли трамвайную систему. Крупные предприятия белорусских губерний объединялись для координации сбыта продукции (спичек, пива и спирта, почтовых конвертов, кафельной плитки), и эти монополистические объединения занимали значительную часть внутреннего рынка Российской империи.
Несмотря на бурное развитие промышленности, многие товары массового спроса производились ремесленниками и мануфактурами. Крупные предприятия белорусских губерний обычно были ориентированы на вывоз продукции в другие регионы или за пределы Российской империи. Основными товарами, вывозимыми из белорусских губерний в начале XX века, были: сельскохозяйственная продукция (лён, мясо, живые скот и птица, яйца), изделия, производимые из продукции сельского хозяйства (щетина, масло, сыр, крахмал, льняная пряжа, обработанная кожа, спирт), сырой лес и изделия из дерева (бумага, спички, пиломатериалы, фанера). В 1913 году предприятия в белорусских губерниях производили более половины почтовой бумаги в Российской империи, 44,8 % спичечной соломки, 26,8 % хвойных пиломатериалов, 20—25 % дубовых шпал, клеёной фанеры, гнутой мебели, обойной бумаги, древесной массы, 10,3 % картона. Белорусские губернии обеспечивали 20,8 % экспорта лесоматериалов и 10,4 % экспорта льноволокна из Российской империи. Кардинально изменилось значение зерновых: если в первой половине XIX века они были экспортным товаром, то к началу XX века превратились в предмет ввоза из других регионов. В начале XX века в Минске, Гродно и Витебске появились товарные биржи.
В 1870—1880-е годы началось бурное развитие банковской сферы — в губернских городах были открыты отделения Госбанка, земельных и коммерческих банков, начали работу Минский коммерческий банк, ряд городских банков и обществ взаимного кредита. Минское отделение Госбанка к началу XX века было одним из крупнейших в Российской империи.

### В составе СССР
Промышленность
В период индустриализации СССР на территории БССР было построено несколько крупных промышленных предприятий — завод «Гомсельмаш», Могилёвская фабрика искусственного шёлка, Бобруйский деревообрабатывающий комбинат, электростанция БелГРЭС (Оршанский район), Минская ТЭЦ-2, швейная фабрика «Знамя индустриализации» (Витебск), чулочно-трикотажная фабрика КИМ (Витебск), Могилёвский труболитейный завод, Кричевский цементный завод, Гомельский стеклозавод. В отличие от РСФСР и УССР, первоочередное внимание в БССР уделялось развитию лёгкой и пищевой промышленности. В 1940 году предприятия БССР производили 40 % общесоюзного производства химических волокон, 33,8 % фанеры, 30 % искусственной олифы, 27 % спичек, 11 % маргарина, 10,2 % металлорежущих станков. В конце 1940-х годов с широким привлечением оборудования, полученного по репарациям из Германии и по линии UNRRA, началось строительство Минского автомобильного и тракторного заводов, а также других предприятий. В 1956—1965 годах были введены в эксплуатацию, в числе прочих, Берёзовская ГРЭС, Белорусский автозавод в Жодино, Минский моторный завод, Новополоцкий НПЗ, 1-й Солигорский калийный комбинат, Светлогорский завод искусственного волокна. В 1970—1980-е годы были построены Белорусский шинный комбинат в Бобруйске, Мозырский НПЗ, Белорусский металлургический завод в Жлобине, Гродненский завод синтетического волокна и другие предприятия. Особенно быстро развивались отрасли промышленности, характерные для пятого технологического уклада (электронная и радиотехническая промышленность, приборостроение). Было освоено производство ЭВМ 3-го и 4-го поколений, высокоточных станков, цветных телевизоров и прочей инновационной для своего времени продукции.
Несмотря на активное внедрение новых производственных технологий, износ активной части основных промышленно-производственных фондов к 1980-м годам превысил критический показатель в 80 %. Темпы роста промышленного производства долгое время превосходили средние по СССР. Однако к середине 1980-х годов среднегодовые темпы роста продукции промышленности и прироста производительности труда начали замедляться. Экономика БССР была в целом ориентирована на вывоз продукции в другие республики СССР и на экспорт. В конце 1980-х годов сальдо торговли товарами с другими республиками СССР было положительным (+3,1 млрд рублей), а с зарубежными странами — отрицательным (−2,3 млрд рублей). Некоторое оживление экономики наблюдалось в 1986—1987 годах в связи с переходом предприятий отдельных отраслей промышленности на хозрасчёт.
Ведущими отраслями промышленности Белорусской ССР были машиностроение и металлообработка, лёгкая и пищевая промышленность.
С 1957 по 1962 год объём валового производства в Белорусской ССР увеличился в 12 раз.
Сельское хозяйство
В 1920-е годы сельское хозяйство оставалось ведущей отраслью экономики. Введение новой экономической политики положительно сказалось на развитии сельского хозяйства. Проводившаяся политика развития товарно-денежных отношений в сельской местности (прищеповщина) в 1929 году была отвергнута партийным руководством за «правый уклон». Коллективизация содействовала проведению индустрализации путём обязательных поставок продукции сельского хозяйства по очень низким ценам. При этом для большинства колхозников главным источником пропитания были не трудодни за работу в колхозе, а работа в личных подсобных хозяйствах. Насильственное обобществление скота и нехватка кормового зерна и картофеля привели к значительному падению его поголовья: за 1928—1932 годы поголовье овец сократилось более чем вдвое, свиней — на 37,9 %, крупного рогатого скота — на 34,2 %. В целом в колхозах вводились более продуктивные методы ведения хозяйства, внедрялась новая техника, однако основные успехи в растениеводстве были достигнуты за счёт освоения новых земель и сокращения паров. В конце 1930-х годов 3,9 % земельных площадей, которые занимали личные хозяйства населения, давали 45 % всей сельскохозяйственной продукции, в том числе более 70 % мяса и молока.
В 1986 году в Беларуси насчитывалось 913 совхозов и 1675 колхозов. Сельскохозяйственные угодья составляли 9,5 млн га. Средняя урожайность зерновых по Беларуси составляла в 1960 году 8,7 ц. с га.
В середине 1960-х годов в БССР были предприняты меры по интенсификации сельскохозяйственного производства, что, в частности, проявилось в повышении урожайности зерновых до 17 ц. с га уже к 1970 году. Проводилась активная мелиорация Полесья (к середине 1980-х годов было осушено 2,7 млн га земель). Вместе с тем, в начале 1980-х годов рост урожайности основных сельскохозяйственных культур замедлился, чрезвычайно высокими оставались потери сельскохозяйственной продукции при уборке, транспортировке и хранении (терялось 49 % картофеля, 33 % овощей, 20 % зерновых). Создание Аграрно-промышленного комплекса «Белагропром» и принятие продовольственной программы не решили основных проблем в сельском хозяйстве. Кризис в сельском хозяйстве привёл к нормированию потребления на ряд товаров и вводу карточной системы. Попытка реформирования колхозной системы в конце 1980-х годов путём децентрализации и увеличения самостоятельности колхозов не была реализована в полной мере.
Транспорт
Основным видом транспорта был железнодорожный. В 1920—1930-е годы были введены в эксплуатацию железнодорожные линии Коммунар (Костюковичи) — Кричев — Орша, Гомель — Чернигов, Осиповичи — Могилёв, пограничные военного назначения Орша — Лепель, Слуцк — Тимковичи и другие. К 1940 году эксплуатационная длина железных дорог общего пользования (в границах после 1939 года) составила 5,74 тыс. км. На 1986 год эксплуатационная длина железных дорог составляла 5,54 тыс. км, автодорог — 44,4 тыс. км.

### Независимая Беларусь
1990-е
В октябре 1990 года Верховным Советом БССР были одобрены основные положения Программы перехода к рыночной экономике. Предусматривались достаточно быстрое формирование основных рыночных институтов, приватизация, демонополизация, изменение системы государственного регулирования экономики. Поэтапная либерализация цен должна была сочетаться с использованием социальных «амортизаторов», позволяющих не допустить резкого падения уровня жизни основной массы населения.
В программе были намечены следующие основные направления перехода к рынку:
1. Меры по стабилизации экономики. Среди них — сокращение расходов на содержание государственного аппарата, прекращение финансирования убыточных предприятий и т. д.
2. Разгосударствление, приватизация, демонополизация, развитие предпринимательства и конкуренции. Предполагалось создание различных форм собственности — государственной, акционерной, кооперативной, частной и т. д.
3. Формирование системы государственного регулирования экономики, в частности создание собственной банковской системы, разработка механизма ценообразования, бюджетного и налогового механизма.
4. Складывание рыночной инфраструктуры: рынка факторов производства, потребительского рынка.
5. Социальная защита населения: установление минимума заработной платы, индексация доходов соответственно уровню инфляции, помощь малообеспеченным гражданам.

Главным политическим фактором осуществления программы перехода к рынку стало провозглашение суверенитета и независимости Беларуси. Одним из первых шагов в формировании рыночной экономики Беларуси стало подписание в октябре 1991 года договора о едином экономическом пространстве между Россией, Беларусью, Арменией, Кыргызстаном, Таджикистаном, Туркменистаном и Узбекистаном, к которому позже присоединились Украина, Молдова и Азербайджан. Бывшие союзные республики СССР договорились проводить согласованную политику в области транспорта, энергетики, информации, развития предпринимательства, финансов, налогов, цен, денежной и банковской систем, таможенных правил и тарифов, стандартов, статистики и т. д. Был принят ряд законов, которые должны были обеспечить реализацию данной программы — перехода к рынку: «О собственности», «О Национальном банке», «О предприятии», «Об экономической неплатежеспособности и банкротстве» и др.
В 1991 году были установлены меры по стабилизации экономики, содержавшиеся в утверждённой Государственной программе стабилизации экономики и социальной защиты населения, которая поддерживала ускоренный рост рыночных преобразований и приоритет государственного регулирования.
Переход к рыночным отношениям представлялся единственной альтернативой выхода из экономического кризиса.
Разрыв традиционных экономических связей после распада СССР, неизбежный при переходе к рынку спад производства и инфляция, просчёты предыдущего этапа перестройки привели народное хозяйство Беларуси к глубокому экономическому кризису 1991—1995 годов. Основными проявлениями кризиса стали: спад производства, сокращение инвестиций в основной капитал, рост инфляции, падение жизненного уровня населения, рост безработицы, рост внешней задолженности.
С 1992 года началось обвальное падение производства. Экономическое положение Беларуси в условиях свободного ценообразования усложнила проблема поставок топливно-энергетических ресурсов, металла, сырья из России, Украины, республик Средней Азии. Цены на них непрерывно росли, вызывая многократное повышение цен на товары и услуги. Возникла проблема сбыта отечественной продукции предприятиями, удорожания материальных ресурсов.
В 1990-е годы в тяжёлом положении оказалось сельское хозяйство. Происходило сокращение поголовья крупного рогатого скота, ухудшилась материально-техническая база колхозов и совхозов. В то же время закупочные цены на сельхозпродукцию контролировались, оставались крайне низкими и не покрывали затрат на её производство. Рыночные отношения на селе начали зарождаться в 1991 году В этом году были приняты законы «О крестьянском (фермерском) хозяйстве», «О праве собственности на землю». Они предусматривали возможность частной собственности на приусадебные участки земли, личное подсобное хозяйство, дачное строительство, а также возможность долгосрочной аренды земли по договорной цене. Многие фермерские хозяйства обанкротились.
Кризисное положение переживал потребительский рынок. Гражданам Беларуси выдавались так называемые визитные карточки потребителя для приобретения промышленных товаров и талоны — для продуктов питания. Тяжёлой потерей для населения стало обесценение денежных сбережений. Объём денежной массы увеличился за 1992—1995 годы более чем в 300 раз, рост инфляции в Беларуси составлял около 30 % в месяц. Экономическая ситуация страны требовала неотложных мер по выходу народного хозяйства из кризиса.
В 1992—1993 годах цены росли примерно вдвое каждые 2 месяца, а в 1994 году — более чем на 2200 %.
Одержав победу на президентских выборах в июле 1994 года, Александр Лукашенко поручил разработать Программу неотложных мер по выходу экономики Беларуси из кризиса. Программа была утверждена Верховным Советом 30 сентября 1994 года — её целью стало приостановление кризисных явлений экономики. Она предусматривала:
- либерализацию ценообразования;
- приватизацию государственного сектора;
- сокращение государственных расходов;
- уменьшение налогообложения;
- развитие малого и среднего бизнеса;
- либерализацию валютного рынка;
- формирование рынков ценных бумаг и недвижимости;
- снижение административных функций государства в регулировании экономики.

В результате удалось замедлить экономический спад и обеспечить постепенный прирост основных производственных показателей.
Завершение экономического кризиса в 1996 году позволило перейти к новому этапу социально-экономического развития Беларуси. Стратегическая цель этого этапа была определена как формирование социально ориентированной рыночной экономики.
В сентябре 1996 года Александр Лукашенко утвердил программу социально-экономических преобразований — основные направления социально-экономического развития Беларуси на 1996—2000 годы.
Главной стратегической целью социально-экономической политики Беларусь являлось повышение жизненного уровня белорусского народа с постепенным приближением его к уровню жизни в развитых европейских странах. В Программе были предусмотрены поэтапные меры по стабилизации экономики и созданию условий для экономического роста. До 2000 года предусматривалось пройти 2 этапа:
1. 1996—1997 годы — достичь макроэкономической стабилизации, остановить спад производства, снизить инфляцию, стабилизировать курс национальной валюты;
2. 1998—2000 годы — возобновить экономический рост, обеспечить прирост ВВП не менее чем на 5 % в год, обеспечить рост жизненного уровня населения[57].

Трансформационный спад 1990-х годов Беларусь начала преодолевать на 3 года раньше России (в 1996-м), синхронно с Латвией и Литвой. Уже в 1997 году темп роста белорусской экономики достиг 11,4 %. В итоге для Беларуси 1990-е годы были менее тяжёлыми, чем для России и Украины: Лукашенко удалось сделать переходный период менее болезненным. В этот период динамика развития белорусской экономики была посередине между неудачниками экономических реформ 1990-х (Украиной и Россией) и тогдашними чемпионами рыночных преобразований — Польшей, Латвией и Литвой.
2000-е
Значительный экономический рост республики в 2004—2006 годах был обусловлен поставками энергоносителей в страну из России по внутрироссийским ценам и перепродажей их по мировым ценам, особыми отношениями с Россией и мировой конъюнктурой.
После снижения мировых цен на нефть в 1,5 раза правительство Беларуси отказалось снижать цены на топливо в республике. Последующая (2 января 2009 года) одномоментная девальвация курса белорусского рубля по отношению к доллару США на 20 % (при сохранении прежних цен на нефтепродукты в белорусских рублях) несколько уменьшила цены на нефтепродукты внутри Беларуси (в долларовом выражении).
Система менеджмента качества: С 1 июня 2009 года в Беларуси начал действовать Государственный стандарт СТБ ISO 9001-2009 «Системы менеджмента качества. Требования» (принят в связи с установлением Международной организацией по стандартизации ИСО новой версии международного стандарта ISO 9001:2008)
2010-е
18 марта 2010 года вице-президент Всемирного банка по региону Европы и Центральной Азии Филипп Ле Уэру заявил, что в последние 10 лет в развитии белорусской экономики наблюдаются замечательные успехи, в частности, экономический рост был ближе к китайскому, чем к европейскому, очень сильно сократился уровень бедности. Он отметил, что в течение последних 15 лет проекты Всемирного банка в Беларуси работали очень хорошо, и это «хороший признак высокого уровня развития государственного управления». Также на вице-президента Всемирного банка «огромное положительное впечатление» произвела политика властей Беларуси по повышению энергетической эффективности.
Тем не менее в 2011 году в стране разразился финансовый кризис. За год курс доллара вырос с 3000 рублей до 8500, инфляция составила 108,7 % (в том числе цены на пищевые продукты выросли на 125 %), базовая инфляция (без учёта цен на товары и услуги, регулируемые государством и сезонно изменяющиеся) — 118,1 %, ставки по потребительским кредитам выросли до 120 % годовых, зарплата в долларовом эквиваленте упала с 500 $ до 250—450 $.
Главный итог 2012 года — достижение относительной стабильности. Ставка рефинансирования целенаправленно, но осторожно понижалась (до 30 % годовых). Инфляция была удержана в рамках заданных параметров (на 11 декабря она составила 21 % при прогнозируемых 19—22 %). Средняя номинальная начисленная зарплата в ноябре составила 4,24 млн руб. (496 $), то есть рост зарплаты был обеспечен практически до заданного уровня в 500 $.
2013 год — планы: обеспечение макроэкономической стабилизации экономика, снижение инфляции, повышение конкурентоспособности и улучшение внешнеторгового сальдо.
2014—2016 годы — массовый реэкспорт (после перемаркировки) товаров с Запада в Россию, запрещенных там в связи с ответными контрсанкциями.
Промышленное производство в 2015 году упало на 7 %. За 2015—2016 годы число убыточных организаций в стране выросло на 24,8 % (1,7 тыс.), их удельный вес вырос с 18,3 до 22,8 %. «Главная причина — санкции против России, резкое сокращение доходов России от нефти и газа, снижение спроса в целом в российской экономике. Поскольку мы очень сильно привязаны к российскому рынку, раньше или позже состояние российского рынка должно было отразиться и на Беларуси», — мнение экономиста Льва Марголина.
В 2020 году политический кризис в стране к концу третьей недели протестов курс белорусского рубля рекордно рухнул (в том числе по отношению к российскому рублю); также, на фоне сложной экономической ситуации в мире в связи пандемией, произошло падение валютных поступлений, возник риск дефолта по государственным долгам (хотя объём резервов составляет 8,9 млрд долл., внешний долг страны — 18 млрд долл., это почти треть ВВП).
Планирование
Согласно пятилетней Программе социально-экономического развития на 2016—2020 годы целями развития страны поставлены:
- повышение качества жизни населения на основе роста конкурентоспособности экономики;
- привлечения инвестиций и инновационного развития;
- прирост ВВП в 2020 году к 2015 году — 12—15 %;
- рост реальных денежных доходов граждан — 9,5—11,6 %;
- снижение ставки по кредитам до 9—11 % к концу 2020 года[68].

## Энергетика
Суммарные запасы энергоносителей оцениваются в размере 0,123 млрд тут (в угольном эквиваленте). В соответствии со статистической информацией UNSD и данными EES EAEC в 2019 году производство органического топлива в Беларуси — 30 078 тыс. тут. Общая поставка — 61 936 тыс. тут. На преобразование на электростанциях и отопительных установках израсходовано 18 753 тыс. тут или 30,3 % от общей поставки. Установленная мощность — нетто электростанций — 10 183 МВт, в том числе: тепловые электростанции, сжигающие органическое топливо (ТЭС) — 96,4 % , возобновляемые источники энергии (ВИЭ) — 3,6 %. Производство электроэнергии-брутто — 40 465 млн кВт∙ч, в том числе: ТЭС — 98,2 % , ВИЭ — 1,8 % . Конечное потребление электроэнергии — 30 930 млн кВт∙ч, из которого: промышленность — 42,6 %, транспорт — 4,0 %, бытовые потребители — 21,0 %, коммерческий сектор и предприятия общего пользования — 27,3 % и сельское, лесное хозяйство и рыболовство — 5,1 %
Развитие электроэнергетики страны за период с 1945 по 2019 годы иллюстрируется следующей диаграммой
Динамика потребления электроэнергии указывает на невысокий прирост её потребления населением и спады потребления электроэнергии в промышленности и сельском хозяйстве страны за период с 1992 по 2019 годы

Показатели энергетической эффективности социально-экономического комплекса Беларуси за 2019 год: душевое потребление валового внутреннего продукта по паритету покупательной способности (в номинальных ценах) — 20 080 долларов, душевое (валовое) потребление электроэнергии — 3280 кВт∙ч, душевое потребление электроэнергии населением — 690 кВт∙ч. Число часов использования установленной мощности-нетто электростанций — 3756 часов.
.

## Сельское хозяйство
Сельское хозяйство Беларуси — важная отрасль хозяйства, обеспечивающая 5,1 % ВВП страны, в сельском хозяйстве занято 9,7 % населения страны.
Беларусь входит в десятку мировых лидеров по производству картофеля, а по выращиванию картофеля на душу населения занимает 1-е место. В 2010 года Беларусь вышла на 2-е место в мире по площадям тритикале.
Потребление мяса и мясопродуктов на душу населения составило (2013) 91 кг, молока и молокопродуктов — 260 кг, яиц и продуктов из них — 304 шт. в год, рыбы и рыбопродуктов — 14,9 кг/год, масла растительного — 17,7 кг/год, сахара — 42 кг/год, хлебопродуктов — 85 кг/год, картофеля и продуктов из него — 179 кг/год, овощей — 146 кг/год, фруктов, ягод и продуктов из них — 69 кг/год. Потребление картофеля и мяса на душу населения самое высокое в СНГ, потребление молока незначительно ниже, чем в Казахстане, потребление яиц немного ниже, чем на Украине.
Закупочные цены на с/х продукцию у производителей заметно ниже, чем в России, при том, что отпускные цены на уже готовую продукцию практически равны.
Также в республике развито клеточное звероводство (норки, лисицы, песцы).

## Промышленность
Основные отрасли промышленности Беларуси — машиностроение и металлообработка, добыча калийной соли, химическая и нефтехимическая промышленность, электроэнергетика, лёгкая и пищевая, лесная и деревообрабатывающая промышленность.
Обрабатывающая промышленность в наибольшей степени формирует ВВП Беларуси — примерно четверть в среднем за последние десятилетия.

### Металлургия
Металлургическая отрасль Беларуси представляет собой холдинг «Белорусская металлургическая компания», включающий в себя: ОАО «Белорусский металлургический завод» (управляющая компания холдинга), «Могилёвский металлургический завод» и др. предприятия. Из-за отсутствия в Беларуси разрабатываемых месторождений железной руды сырьём для БМЗ служат металлолом и чугунные чушки. Входящий в состав холдинга Речицкий метизный завод выпускает, в частности, гвозди и проволоку, Молодечненский завод лёгких металлоконструкций — стальные трубы. Ещё одним крупным предприятием является завод «Центролит» в Гомеле, которое специализируется на литье изделий из серого и высокопрочного чугуна (отливки из чугуна, канализационные люки и др.). Помимо этих предприятий, в составе крупнейших заводов имеется более ста литейных цехов и участков.
| Продукция                       | 1990 | 1995 | 2000 | 2005  | 2010  | 2015  |
| ------------------------------- | ---- | ---- | ---- | ----- | ----- | ----- |
| Сталь, тыс. т.                  | 1112 | 744  | 1624 | 2075  | 2672  | 2577  |
| Прокат чёрных металлов, тыс. т. | 686  | 614  | 1397 | 1839  | 2458  | 2047  |
| Стальные трубы, тыс. т.         | 90   | 12,3 | 37,9 | 108,3 | 183,7 | 212,2 |
| Чугунное литьё, тыс. т.         | 859  | 193  | 213  | н/д   | н/д   | н/д   |

По итогам 2016 года производство готового проката снизилось на 14,4 % по сравнению с 2015 годом до 2,04 млн т. Производство стали снизилось за 2016 год на 12,1 % до 2,556 млн т., проволоки из нелегированной (углеродистой) стали также сократилось — на 8,7 % до 360,8 тыс. т. Выпуск металлокорда вырос на 2,6 % и составил 90,2 тыс. т.
Общий объём металлургического производства и производства готовых металлических изделий на белорусских предприятиях (6 % в общем объёме промышленного производства) снизился за 2016 год на 0,3 % до 4,767 млрд руб. (2,472 млрд $ по курсу Национального банка республики).
Цветная металлургия развита недостаточно. В Минске действует завод по переплавке цветных металлов (ОАО «Белцветмет», литейный цех расположен в Гатове Минского района), в Гомеле и Мозыре — небольшие литейные предприятия. В 1990-е годы в Минске начала действовать компания Алютех с собственным литейным производством (алюминий).
Научное обеспечение и подготовка кадров осуществляется на шести кафедрах ВУЗов, Институтом технологии металлов Национальной академии наук, «Институт БелНИИЛит». С 1972 года действует Институт порошковой металлургии.

### Машиностроение
В Беларуси производится широкий спектр машиностроительной продукции. Это грузовые автомобили (МАЗ, БелАЗ), автобусы (МАЗ, Неман), троллейбусы (Белкоммунмаш), тракторы (Минский тракторный завод), самосвалы и дорожно-строительная техника (Могилёвский автомобильный завод), телевизоры (Горизонт, Витязь), холодильники (АТЛАНТ), металлорежущие станки и многое другое.
В Беларуси расположен Белорусский автомобильный завод (марка БелАЗ) — единственный в странах СНГ и один из крупнейших в мире производителей карьерной техники.
- Грузовой автомобиль МАЗ-6422
- Трактор МТЗ-952.3
- Карьерный самосвал БелАЗ-75214
- Троллейбус АКСМ-321
- Автобус МАЗ-107
- Специальное шасси МЗКТ-7930
- Трамвай АКСМ-843
- Электробус АКСМ-Е433
- Манёвровый тепловоз ТМЭ1
- Электропоезд ЭШ2

### Станкостроение
Станкостроение развивается с 1920-х годов. В 1940 году в БССР производилось 10,2 % металлорежущих станков от общего их производства в СССР. Большинство заводов расположено в Минске, Витебске и Гомеле, действуют несколько предприятий в других городах. В 2005 году выпускалось 350 типоразмеров металлорежущих станков, 60 типоразмеров деревообрабатывающих станков и 45 типоразмеров кузнечно-прессовых машин. Выпускается также литейное оборудование, металло- и деревообрабатывающий инструмент, технологическая оснастка. Несколько предприятий специализируются на производстве оборудования для лёгкой промышленности, торговли и общественного питания.

### Химическая промышленность
В начале XX века на территории современной Беларуси действовали небольшие лесохимические предприятия, производившие различные товары из древесины и её отходов. В 1930 году был открыт Могилёвский завод искусственного волокна, производивший 40 % химических волокон в СССР. Бурное развитие отрасли пришлось на 1950—1970-е годы: были введены в эксплуатацию новые заводы по производству химических волокон (Гродно, Могилёв, Светлогорск) и стекловолокна (Полоцк), лаков и красок, автомобильных шин (Бобруйск). Были построены Новополоцкий и Мозырский нефтеперерабатывающие заводы. Производятся основные типы удобрений — калийные («Беларуськалий» — один из крупнейших мировых производителей калийных удобрений), азотные («Гродно Азот») и фосфорные (Гомельский химический завод). Крупнейшие предприятия входят в государственный концерн «Белнефтехим». В 2004 году предприятия химической и нефтехимической промышленности обеспечили 11,8 % валовой промышленной продукции.

### Фармацевтическая промышленность
В 2016 году объём фармацевтического рынка Беларуси составил 636,8 млн $, это на 4 % меньше, чем в 2015 году.
В 2019 году было произведено фармацевтической продукции на 1,36 млрд руб. (ок. 630 млн долларов). Объём экспорта фармацевтической продукции составил в 2019 году 277,7 млн долларов, в 2020 году — 312,2 млн долларов, объём импорта — 845,2 млн долларов в 2019 году и 1003,8 млн долларов в 2020 году. Импортируется не только большая часть расфасованных лекарств, но и до 80 % субстанций для их изготовления.
Крупнейшие по объёму производства и количеству зарегистрированных лекарственных препаратов предприятия отрасли — государственные РУП «Белмедпрепараты» (Минск) и ОАО «Борисовский завод медицинских препаратов» (Минская область).
Всего по состоянию на 1 марта 2017 в Беларуси зарегистрировано 4,5 тыс. лекарственных средств, в том числе 1,6 тыс. отечественного производства.

### Деревообрабатывающая промышленность
Исторически на территории Беларуси действовало множество предприятий деревообрабатывающей промышленности, и эта отрасль осталась важной частью экономики на всей территории страны. В 1913 году предприятия в белорусских губерниях произвели 62,3 % почтовой бумаги, 44,8 % спичечной соломки, 26,8 % хвойных пиломатериалов, 23,5 % обойной бумаги, 21,8 % гнутой мебели, 20,3 % древесной массы, 10,3 % картона в Российской империи. В 1940 году деревообрабатывающие предприятия БССР произвели около 34 % фанеры, 27 % спичек, 6,3 % бумаги, 4,3 % пиломатериалов в СССР.
В настоящее время древесина заготавливается во всех областях, а во многих городах и небольших посёлках действуют предприятия по производству мебели. Спички производят в Борисове и Гомеле (до 2020 года — также в Пинске). Действуют крупные картонные и бумажные фабрики в Добруше, Слониме, Борисове, Чашниках и некоторых других местах, в Светлогорске работает крупный целлюлозно-картонный комбинат. Кроме того, в 2008 году в Шклове открылся завод по производству газетной бумаги. В 2010-е годы с участием иностранного капитала были открыты крупные деревообрабатывающие предприятия в Могилёве и Сморгони. В 2007 году была начата модернизация государственных деревообрабатывающих предприятий, по итогам которой модернизированные предприятия накопили большие долги и стали убыточными. В 2010—2012 годах началось строительство новых заводов целлюлозно-бумажной отрасли в Добруше и Светлогорске за китайские кредиты, однако китайские подрядчики не справились со строительством, и по состоянию на 2020 год оба завода не введены в промышленную эксплуатацию.

### Лёгкая промышленность
В лёгкой промышленности Беларуси работают 2250 предприятий. 86 % предприятий преимущественно находится в частной собственности. Крупные предприятия входят в концерн «Беллегпром», объединяющий 114 предприятий, в числе которых ОАО «Моготекс», ОАО «Элиз», ОАО «Элема», СП ЗАО «Милавица», ОАО «Коминтерн», ОАО «Надэкс», ОАО «8 Марта», ОАО «Пинское ПТО „Полесье“» и др. Концерн производит 80 % всей продукции лёгкой промышленности. Одной из главных проблем текстильной и швейной отрасли Беларуси является высокий уровень износа активной части основных производственных фондов (61,4 % в 2010 году).
В 2000—2010-е годы несколько крупных предприятий были признаны банкротами и ликвидированы — «КИМ» (одно из градообразующих предприятий Витебска), Бобруйская меховая фабрика, Витебская текстильная фабрика. Были приватизированы Брестский чулочный комбинат, Барановичская обувная фабрика, обувная фабрика «Красный Октябрь» и некоторые другие предприятия лёгкой промышленности.

### Пищевая промышленность
Молочная промышленность и молокоперерабатывающие предприятия
Белорусская молочная отрасль — визитная карточка пищевой промышленности Беларуси, специализируется на выпуске молока, масла, сыров, мороженого, молочных консервов и других продуктов. На протяжении последних лет Беларусь постоянно входит в пятёрку ведущих стран — экспортёров молочных продуктов в мире. По итогам 2010 года её доля в общем объёме мирового экспорта молочной продукции составляла 4 %. Основными импортёрами белорусской молочной продукции являются страны СНГ — Россия и Казахстан.
В последние несколько лет молочная отрасль осваивала регулярные государственные инвестиции в рамках специальной программы поддержки. В 2015 году объём производства молока за год в стране планируется довести до 10—10,5 млн т. В то же время реализация такого объёма молочной продукции также требует инвестиций в развитие молокоперерабатывающей отрасли, привлечение в страну зарубежных инвесторов.
Крупнейшими предприятиями отрасли являются ОАО «Савушкин продукт» (Брест), ОАО «Бабушкина крынка» (Могилёв), Гормолмзаводы № 1 и № 2 (Минск) и другие.
Алкогольная продукция
В 2016 году белорусские предприятия изготовили 9,1 млн дал водки (на треть больше, чем в 2015). Выпуск плодовых вин составил 5,1 млн дал, натуральных виноградных — 2,6 млн дал, игристых — 1,5 млн дал, настоек — свыше 650 тыс. дал.
В то же время таких крепких алкогольных напитков, как коньяк, ром и виски в Беларуси производится относительно мало. Например, годовой объём выпуска коньяка в 2016 сложился на уровне 239 тыс. дал, что почти в 40 раз меньше, чем объём производства водки.
В 2016 году было реализовано 33 667,6 тыс. дал белорусского пива (в 2015 году — 33 632,4 тыс. дал).
Крупнейшим в республике производителем алкогольной продукции является холдинг «Минск Кристалл групп», включающий в себя (с указанием итогов 2016 года):
- ОАО «Минск Кристалл» — управляющая компания холдинга — прибыль 7645 млн рублей;
- ОАО ЛВЗ «Белалко» (Брест) — убыток в 3554 млн рублей;
- ОАО «Придвинье» Витебский ЛВЗ — убыток 37 617 млн рублей;
- ОАО «Радамир» Гомельский ЛВЗ — убыток 42 380 млн рублей;
- ОАО «Гродненский ЛВЗ» — убыток 12 881 млн рублей;
- ОАО «Климовичский ЛВЗ» — убыток 24 959 млн рублей (по состоянию на 2020 год находится в стадии санации[96]);
- ОАО «Мозырский спиртоводочный завод» — убыток 35 019 млн рублей (по состоянию на 2020 год находится в стадии санации[97]);
- ОАО «Пищевой комбинат „Веселово“» — убыток 4416 млн рублей[98].

Другие отрасли пищевой промышленности
Действуют четыре сахарных завода (Городея, Жабинка, Скидель, Слуцк). В 1990-е годы значительные пакеты акций этих предприятий сконцентрировали в своих руках физические лица (в Слуцке — 5800 человек), но в 2000—2010-х годах размер пакета акций государства на них был доведён до контрольного. В 2018 году для поддержки ставшей убыточной сахарной отрасли была директивно введена минимальная цена на сахар (мера продлевалась в 2019 и 2020 годах). Крупнейшие кондитерские предприятия («Коммунарка» в Минске, «Спартак» в Гомеле, «Красный пищевик» в Бобруйске) в 2012—2013 годах были национализированы через суды.
Крупнейшие хлебозаводы, объединённые в региональные компании, и комбинаты хлебопродуктов подчиняются Министерству сельского хозяйства и продовольствия Республики Беларусь. К 2020 году 24 комбината хлебопродуктов накопили 1,28 млрд рублей (ок. 600 млн долларов) долгов, которые в мае 2020 года были реструктуризированы путём предоставления государственной поддержки из бюджетных средств под залог дополнительной эмиссии акций или облигаций с их выкупом в 2025—2029 годах.
Потребление табачных изделий на душу населения в республике одно из самых высоких в мире. Табачные изделия производятся на трёх предприятиях — государственной Гродненской табачной фабрике и частных фабриках «Табак-инвест» и «Интер Тобакко». Белорусские сигареты контрабандой вывозятся в соседние страны; в 2016 году их доля на табачном рынке России оценивалась в 2,2 %, Польше — 5 %, Литве — 14,5 %, Латвии — 16,65 %. При этом велик и легальный экспорт сигарет.
Из-за климатических условий обширные плантации винограда в республике отсутствуют, и виноделие представлено розливом вина из импортируемых виноматериалов.

### Промышленность стройматериалов
Строительная промышленность Беларуси использует многочисленные месторождения сырья для производства строительных материалов.
В Беларуси действуют три крупных цементных завода — ОАО «Красносельскстройматериалы» (г. п. Красносельский, Волковысский район, Гродненская область), ОАО «Кричевцементношифер» (город Кричев, Могилёвская область) и ОАО «Белорусский цементный завод» (город Костюковичи, Могилёвская область), озвучивалось намерение построить четвёртый цементный завод. Основные потребители цемента — более 300 предприятий по производству железобетонных конструкций (крупнейшие расположены в Минске). В середине 2000-х годов в связи с недостатком цемента началась модернизация всех трёх цементных заводов за средства китайского связанного кредита (1,2 млрд $). К моменту завершения модернизации спрос на цемент на внутреннем и внешнем рынках стабилизировался, а цены на энергоносители выросли, что привело к осложнению экономического положения этих заводов. В результате все три завода стали убыточными. В 2019 году трём предприятиям были реструктуризированы около 900 млн $ долгов, и они получили налоговые льготы до 2049 года.
Строительный камень добывают в Микашевичах (Лунинецкий район), меньшее по размеру месторождение разрабатывается в Глушковичах (Лельчицкий район). В Микашевичах расположено и крупное предприятие РУПП «Гранит». Разрабатывается крупное месторождение доломита в Витебске (ОАО «Доломит»). Производитель гипсовых изделий — ОАО «Белгипс» в Минске, изделия из извести производят в Рубе, Берёзе, Молодечно, Климовичах, Красносельском.
Крупнейший производитель мягких кровельных материалов (рубероид, толь и др.) — ОАО «Кровля» (Осиповичи), гидростеклоизол производят в Бронной Горе (Берёзовский район) и в Марьиной Горке. Теплоизоляционные материалы производятся в Гомеле и Берёзе. Кровельный шифер и асбестоцементные материалы изготовляют ОАО «Красносельскстройматериалы» и ОАО «Кричевцементношифер». Керамзит производится в Новолукомле, перлит, тенисит и др. лёгкие пористые материалы — в Минске. Крупнейшее предприятие по производству керамической плитки — ОАО «Керамин» в Минске; строительную керамику также производят в Витебске, Минске, Радошковичах, Орше, Бресте, Оболе, Берёзе, Речице, Полоцке.
Есть несколько производителей стекла. «Гомельстекло» (посёлок Костюковка, с 2016 года — в черте Гомеля) специализируется на производстве оконного стекла (в 2017 году выпущено 35,3 млн м² листового стекла и более 1 млн м² стекла безопасного закалённого, стекла многослойного, стекла с покрытием), Гродненский стеклозавод — на производстве узорного стекла, стеклоблоков, бутылок из коричневого и зелёного стекла (53,5 млн бутылок в 2002 году). Среди крупных производителей стеклотары — стеклозаводы в посёлке Елизово и Гомеле. Художественные изделия из стекла и сортовую стеклянную посуду производят на стеклозаводе «Нёман» (посёлок Берёзовка, Лидский район); ранее производством аналогичных изделий занимался Борисовский хрустальный завод, но по состоянию на 2020 год он находится в стадии ликвидации из-за банкротства. Зеркала производятся в Минске, Гомеле и Бобруйске. Изделия из фарфора производятся на Добрушском фарфоровом заводе (в 2002 году произведено 23 млн единиц посуды) и Клецком заводе технического фарфора. Ранее действовал Минский фарфоровый завод, но в 2009 году он прекратил производство, в 2012 году был ликвидирован, по состоянию на 2020 год его территория активно застраивается. ЗАО «Добрушский фарфоровый завод» в 2016 году произвело хозяйственно-бытового фарфора (280 наименований, 4000 артикулов) на 26,7 млн руб. (15 млн $) и закончило год с прибылью в 1 млн руб.

## Военно-промышленный комплекс
Деятельность военной промышленности Беларуси находится в ведении Государственного военно-промышленного комитета Беларуси. В его состав входят Государственное внешнеторговое унитарное предприятие «Белспецвнештехника», компания «Белтехэкспорт», Государственное внешнеторговое унитарное предприятие «Белвнешпромсервис», Республиканское хозрасчетное внешнеторговое объединение «Белорусинторг» и другие организации радиотехнической, электронной, оптико-механической и авиационной промышленности — всего более 20 предприятий. Государственный комитет работает, в том числе, в области разработки и реализации стратегии развития оборонного сектора экономики.

## Информационные технологии
В Беларуси развиты ИТ-компании. В республике действует Парк высоких технологий.
По итогам деятельности за девять месяцев 2021 года экспорт компаний — резидентов ПВТ превысил 2,3 млрд долларов при темпе роста 125 % к аналогичному периоду 2020 года. Сегодня этот показатель составляет более 30 % всего экспорта услуг Беларуси. В 2020 году экспорт Парка составил 2,7 млрд долларов. Основными потребителями продуктов компаний-резидентов являются США, Кипр, Великобритания, Ирландия и Россия. По объёму налоговых отчислений в республиканский бюджет ПВТ остаётся в числе лидеров: за 9 месяцев 2021 года резиденты заплатили 539,8 млн белорусских рублей налогов при темпе роста 183,5 %. В 2021 году в ПВТ было создано 8960 новых рабочих мест и на сегодня в компаниях Парка работают более 76 000 человек.

## Транспорт
На 1 января 2016 года эксплуатационная длина железных дорог — 5490,9 км, в том числе 1128,3 км — электрифицированных. Основным оператором железнодорожных перевозок в Беларуси является Белорусская железная дорога, на долю которой приходится 3/4 грузовых и более половины пассажирских перевозок.
Длина автомобильных дорог общего пользования — 83 тыс. км.
Число аэродромов гражданской авиации — 9 (имеется также 2 аэродрома совместного базирования). Основным авиаперевозчиком является государственная компания Белавиа.
По территории страны проходят магистральные нефтепроводы «Дружба», Унеча — Полоцк — Вентспилс/Бутинге, Сургут — Полоцк, газопроводы Торжок — Минск — Ивацевичи — Долина, Ямал — Европа.
- Основные автомобильные дороги (все дороги категории «М» и некоторые «Р»)
- Схема Белорусской железной дороги (БЖД / БЧ)
- Важнейшие магистральные нефтепроводы и газопроводы

## Туризм
В Беларуси туризм оказывает существенное влияние на такие отрасли экономики, как транспорт, связь, строительство, сельское хозяйство, производство товаров народного потребления и другие, выступает своеобразным катализатором социально-экономического развития. Вместе с тем развитие туризма, увеличение его доли в валовом внутреннем продукте, занятости населения, инвестициях, доходах бюджета остаются актуальными проблемами экономики Беларуси.
В 2010 году Беларусь с деловыми, туристическими и служебными целями посетили 5,7 млн иностранных граждан, экспорт туристических услуг составил 411 млн $, что в 1,6 раза больше, чем за 2005 год. Объём платных туристических и экскурсионных услуг, оказанных населению, составил 474 млрд руб. и увеличился в фактических ценах в 13 раз по сравнению с 2005 год. Значительно выросло количество туристических организаций (в 2010 году их число достигло 783), большая часть которых занимается туроператорской и турагентской деятельностью. Число субъектов агроэкотуризма увеличилось с 34 в 2000 году до 1247 в 2010. Выручка туристических организаций от оказания туристических услуг в 2010 году достигла 157 млрд руб.
Доходы от туризма в структуре ВВП Беларуси и в общем товарообороте сферы услуг незначительны и составляют 0,3 % и 3 % соответственно.
За 2010—2013 года численность иностранных граждан, посетивших Беларусь (включая транзит), выросла с 5,7 до 6,2 млн, из них 4,1 млн — из стран СНГ.
Граждане Беларуси в 2013 году совершили 8,8 млн поездок за границу, в том числе 3,4 млн в страны СНГ. Подавляющее большинство белорусов выезжали в Польшу (38,4 %), на Украину (37,7 %), в Литву (16,5 %); из-за отсутствия охраняемой границы с Россией точный учёт поездок в этом направлении отсутствует.
Число туристов, принятых специализированными организациями, в 2013 году составило 136,8 тыс., из них 111,3 тыс. приехали из России. От 1 до 5 тыс. организованных туристов приехали с Украины, из Германии, Латвии, Литвы, Польши, Великобритании, США, Турции. При этом в 2005 году число организованных туристов из стран вне СНГ было значительно больше: 7,4 тыс. человек из Германии, 3,1 тыс. из Израиля, 5 тыс. из Италии, по 7—8 тыс. из Великобритании, Латвии, Литвы, 4 тыс. из США. Выездной организованный туризм составил в 2013 году 708 тыс. человек. Самыми популярными направлениями организованного туризма были Украина (176 тыс. человек), Турция (98 тыс.), Болгария (89 тыс.), Египет и Польша (по 52 тыс.), Литва и Россия (по 37 тыс.), Греция (26 тыс.), Чехия (17 тыс.), Испания (16 тыс.). Точной статистики неорганизованного въездного и выездного туризма не ведётся. В 2013 году в гостиницах страны было размещено 739,9 тыс. иностранцев.

## Финансовая система
Финансовая система

### Государственный бюджет
Консолидированный бюджет Беларуси на 2023 год дефицитный: доходы составляют 52,5 млрд BYN, расходы — 60,75 млрд. Основные источники поступлений — НДС (31,2 %), НДФЛ (19,1 %), за ними следуют налог на прибыль (10,8 %), неналоговые доходы (9,5 %), безвозмездные поступления (фактически, трансферты из российского бюджета — 9,5 %), налог на ВЭД (6,4 %), прочие налоги (6,4 %), акцизы (3,8 %) и налог на собственность (3,3 %).
Доля российских дотаций в бюджете Беларуси в 2023 году в процентном выражении выросла в 4,75 раза — за её счёт обеспечено более 80 % прироста доходов бюджета в сравнении с 2022 годом. Роль НДС и НДФЛ заметно увеличилась на фоне снижения поступлений от ВЭД и налога на прибыль. Увеличение неналоговых доходов планируется обеспечить, в том числе, за счёт увеличение собираемости штрафов на 42 %).
В расходах консолидированного бюджета 26,3 % приходится на общегосударственную деятельность (+15,4 %, в значительной степени за счёт расходов на обслуживание госдолга), 16,9 % — на образование, 17 % — на здравоохранение, 12,7 % — на национальную экономику, 7,9 % — на социальную политику, 7 % — на судебную и правоохранительную деятельность, 4,6 % — на национальную оборону, 4,4 % — на ЖКХ, 2,9 % — на физкультуру, спорт и поддержку СМИ, 0,3 % — на охрану окружающей среды.
В срезе республиканского бюджета с 2022 года сильнее всего выросли расходы на национальную оборону (на 53 %), суды, охрану порядка и безопасность (на 30,6 %).

### Банковская система
Банковская система Беларуси подразумевает под собой функционирование банков и кредитных учреждений как единого денежно-кредитного механизма. На её развитие влияют законодательство, политика государства и межбанковская конкуренция. Сдерживающие факторы — значительный налоговый пресс на прибыль банков, нехватка ресурсов для успешного обслуживания операций, недостаток квалифицированных кадров.
Банковская система, как и в большинстве иных стран, имеет 2 уровня:
- центральный банк (Национальный банк Республики Беларусь);
- коммерческие банки второго уровня.

Вне этой структуры инвестиционные, страховые, трастовые, пенсионные фонды и компании, а также ломбарды.
Национальный банк Республики Беларусь (НБ РБ) — орган госуправления Беларуси. Независим в своей деятельности, но подотчётен президенту страны.
Только НБ РБ вправе эмитировать денежные знаки. Так же НБ РБ лицензирует банковскую деятельность, определяет требования к банкам (например, минимальный размер уставного фонда и капитала), ведёт надзор за их деятельностью, обеспечивает нормальное проведение межбанковских расчётов, выполняет инкассацию, доставляет в банки наличные денежные средства. Ещё одна функция — создание и выпуск памятных монет.
Активы Нацбанка — золотовалютные резервы, кредиты, выданные Правительству и коммерческим банкам и государственные облигации.
По состоянию на 1 января 2020 года золотовалютные резервы Беларуси — 9393,5 млн $ в эквиваленте.
Коммерческие банки второго уровня имеют целью получение прибыли. Её они получают в виде процентов от сделок. Например, зарабатывают на разнице в курсах продажи и покупки валют; аккумулируют свободные сбережения, а потом предоставляют их во временное пользование нуждающимся. Банки взимают деньги за хранение ценностей в ячейках депозитария, за ведение счетов юридических лиц. Ещё один источник дохода появился вместе с пластиковыми картами: банки получают финансовые средства от клиентов за выпуск некоторых видов платёжных карт и их обслуживание, за интернет- и мобильный банкинг, SMS-оповещения об операциях, выписки по картам, с нерезидентов — за пользование банкоматом.
Банки второго уровня обменивают валюту; ведут кассовое обслуживание; выполняют операции с ценными бумагами (в том числе выпускают и продают облигации); покупают, продают и обменивают драгоценные металлы, камни.
В Беларуси на 30 декабря 2021 года зарегистрировано 23 банка и 3 небанковские организации («Белинкасгрупп», «ЕРИП» и «ИНКАСС.ЭКСПЕРТ»).
Крупнейшие банки
По состоянию на 1 января 2020 года размер активов 11 банков превышал 1 млрд рублей (~390 млн $):
| Банк            | Собственность (крупнейшие акционеры)                              | Активы, тыс. BYN | Обязательства, тыс. BYN |
| --------------- | ----------------------------------------------------------------- | ---------------- | ----------------------- |
| Беларусбанк     | Государственный                                                   | 30 190 102       | 30 190 102              |
| Белагропромбанк | Государственный                                                   | 10 823 690       | 10 823 690              |
| Белгазпромбанк  | Газпром — 49,82 %; Газпромбанк — 49,82 %                          | 4 973 323        | 4 222 951               |
| БПС-Сбербанк    | Сбербанк — 93,27 %                                                | 4 894 471        | 4 229 824               |
| Приорбанк       | Raiffeisen Bank International — 87,74 %                           | 4 612 312        | 3 903 243               |
| Белинвестбанк   | Государственный                                                   | 4 427 114        | 3 840 776               |
| БелВЭБ          | Внешэкономбанк (ВЭБ.РФ) — 97,52 %                                 | 4 229 824        | 4 079 005               |
| Альфа-Банк      | Альфа-Банк — 99,99 %                                              | 2 832 971        | 2 442 539               |
| Банк ВТБ        | Банк ВТБ — 99,99 %                                                | 1 735 892        | 1 477 922               |
| МТБанк          | MTB Investments Holdings Limited ( Алексей и Инна Олексины)       | 1 338 204        | 1 091 890               |
| Банк Дабрабыт   | Государственный (Национальный банк Республики Беларусь — 99,75 %) | 1 255 567        | 1 109 428               |

### Внешний государственный долг
С 2006 по 2017 год внешний долг по всем секторам экономики вырос с 5,1 до 40,5 млрд $.
Валовой внешний долг в пересчёте на каждого жителя Беларуси вырос за этот же период с 525 до 4281 долл.,
объём внешнего долга по сравнению с ВВП вырос с 17 % до 55 %, в том числе 35 % для долгосрочного долга и 20 % для краткосрочного.
- 3 августа 2010 года Беларусь получила 592 млн $ от дебютного размещения еврооблигаций[137].
- На 1 января 2011 года внешний государственный долг республики составил 9687,2 млн $, увеличившись за 2010 год на 22,8 % по данным Министерства финансов[138]. По данным Национального банка, валовый внешний долг Беларуси на 1 января 2011 года составил 28 512,1 млн $ (увеличившись на 19,2 % за 2010 год)[139]. Валовый внешний долг Беларуси достиг 52,2 % ВВП на 1 января 2011 года. 12,7 млрд $ приходилось на краткосрочные долги, 15,7 млрд $ — на долгосрочные.
- На 1 октября 2014 внешний долг органов государственного управления в расширенном определении (по методологии МВФ) составил 23 189 млн долл.; совокупный внешний долг превысил 40,5 млрд долл.[136]
- В 2017—2018 гг. на Ирландской фондовой бирже были размещены евробонды на 2 млрд $ со сроком погашения в 2023, 2027 и 2030 годах со ставкой купонного дохода от 6,2 % до 7,625 %, что ниже доходности по прежним облигациям (8,7 % по облигациям в российских рублях, погашенных в 2012 году; 8,75 %-8,95 % по облигациям на Люксембургской фондовой бирже, выпущенных незадолго до финансового кризиса 2011 года)[140][141].
- Отношение государственного долга к ВВП составляет 34,9 % (на 1 апреля 2019 года)[142].

Внешний долг органов государственного управления Беларуси на 1 января каждого года (в млн долл.). Голубым цветом отражён долг сектора государственного управления; оранжевым — долг государственного сектора в расширенном определении по методологии МВФ, данные только с 2010 года:
По состоянию на 31 декабря 2018 года насчитывалось 66 внешних государственных займов, обслуживание и погашение которых осуществляются с привлечением средств республиканского бюджета с различными целями, кредиторами и сроками погашения.
Наибольшее количество займов под гарантии Совета Министров Республики Беларусь было взято у китайских государственных банков (25) и Международного банка реконструкции и развития (18). Все китайские кредиты были взяты под конкретные проекты (инфраструктурные, по модернизации промышленных предприятий и строительству новых).
Целевые кредиты предоставляли также Российская Федерация (строительство Белорусской АЭС), Международный банк реконструкции и развития (несколько проектов) и Европейский банк реконструкции и развития (ЕАБР) (несколько проектов).
Крупнейшим из кредитов, взятых государством, является межправительственное соглашение с Россией о строительстве Белорусской АЭС (10 млрд $). Погашение кредита начнётся через полгода после ввода АЭС в эксплуатацию и будет осуществляться в долларах до 2035 года равными долями каждые полгода. На половину использованной части кредита начисляется 5,23 % годовых, на вторую — плавающая ставка LIBOR (около 1 % или меньше) +1,83 % годовых. Ежегодные платежи по этому кредиту в 2021—2035 годах оцениваются в 1 млрд $.
В конце 2018 стало известно, что в 2019 году должно быть выплачено 4,9 млрд $ государственного долга, причём часть этой суммы планируется рефинансировать путём получения новых кредитов. По оценке премьер-министра С. Румаса, «каждый седьмой рубль из расходов бюджета будет направлен в будущем году на обслуживание долга». Министр финансов М. Ермолович сообщил, что в 2019 году планируется рефинансировать 3/4 долга, в том числе с помощью евробондов и суверенных облигаций, размещаемых на российском и китайском рынках. В государственном бюджете на 2019 год была запланирована выплата 5,8 млрд рублей (~2,8 млрд $) для погашения основного внешнего долга (96 % номинировано в валюте) и около 3 млрд рублей (~1,4 млрд $) для выплаты процентов по нему). 

В подготовленном для иностранных кредиторов проспекте эмиссии евробондов, размещённых в 2018 году, сообщалось о намерении выплатить 23,46 млрд долларов внешнего и внутреннего государственного долга в 2019—2025 годах:
- 2019 — 3,6 млрд $;
- 2020 — 3,78 млрд $;
- 2021 — 3,54 млрд $;
- 2022 — 3,6 млрд $;
- 2023 — около 4 млрд $;
- 2024 — 2,59 млрд $;
- 2025 — 2,36 млрд $.

### Внутренний долг
Внутренний долг Беларуси, формируемый за счёт продажи облигаций Министерства финансов на белорусском рынке (как правило, банкам) на 1 мая 2022 года составлял 12,43 млрд BYN или 17,2 % об общего госдолга.

### Кредитные рейтинги
Обсуждение вопроса о получении суверенного кредитного рейтинга ведётся руководством Нацбанка и правительством с 2001 года. Рейтинговым консультантом был выбран голландский банк «ABN Amro».
- AAA = Aaa (самый надёжный)
- AA+ = Aa1; AA = Aa2; AA- = Aa3
- A+ = A1; A = A2; A- = A3
- BBB+ = Baa1; BBB = Baa2; BBB- = Baa3
- BB+ = Ba1; BB = Ba2; BB- = Ba3
- B+ = B1; B = B2; B- = B3

Преддефолтные:
- CCC+ = Caa1; CCC = Caa2; CCC- = Caa3
- CC = Ca; C
- D = C (дефолт)

21 августа 2007 года международное рейтинговое агентство Standard & Poor's объявило о присвоении Беларуси суверенного кредитного рейтинга «B+» по долгосрочным обязательствам в иностранной валюте, рейтинга «BB» по долгосрочным обязательствам в национальной валюте и краткосрочных суверенных кредитных рейтингов «B». Прогноз по всем рейтингам стабильный. В июле 2008 агентство подтвердило существующие значения для рейтингов Беларуси. В августе 2007 года были также получены рейтинги от другого ведущего рейтингового агентства — «Moody’s». Рейтинг эмитента обязательств в иностранной и национальной валютах был установлен на уровне B1, потолок суверенного валютного рейтинга Ba2, потолок рейтинга валютных депозитов банков B2, потолок рейтинга страны в её валюте Baa3. Все рейтинги агентства имели прогноз «стабильный». В 2008 году агентство понизило прогноз по рефтингу до негативного.
В 2011 году в связи с финансовым кризисом S&P понизило суверенный рейтинг в иностранной валюте сначала с B+ до B, затем — до B-, а агентство Moody’s — с B1 до B2, а затем до B3 с негативным прогнозом. В августе 2011 года агентство Moody’s предупредило, что в случае сохранения текущей макроэкономической ситуации кредитный рейтинг Беларуси будет понижен с B3 до Caa, поскольку существует угроза дефолта. 26 сентября 2011 агентство S&P понизило кредитные рейтинги Беларуси с негативным прогнозом. В ноябре 2011 года агентство S&P перевело Беларусь и банковский сектор в группу стран с наибольшими экономическими рисками (наряду с Грецией и Вьетнамом). В 2012 году международное рейтинговое агентство Standard & Poor’s (S&P) повысило прогноз по суверенным кредитным рейтингам Беларуси B-/C с «негативного» до «стабильного», а в 2013 году — до «позитивного». Впрочем, агентство Moody’s в 2013 году подтвердило суверенный рейтинг Беларуси в иностранной валюте на уровне B3 с негативным прогнозом.
Суверенный рейтинг Беларуси, рассчитанный по методологии S&P, аналогичен рейтингу Греции. Большинство соседних с Беларусью стран имеет значительно более высокие рейтинги: в частности, по методике S&P Польша и Литва имеют суверенные рейтинги в иностранной валюте «A-» (на 9 пунктов выше, чем у Беларуси), Латвия — «BBB+» (на 8 пунктов выше). С 26 января 2015 года Россия имеет рейтинг «BB+», что на 5 пунктов выше, чем у Беларуси. Украина по состоянию на начало 2014 года имеет рейтинг CCC (на 2 пункта ниже, чем у Беларуси).
| Дата       | Рейтинг по международной шкале (S&P) | Рейтинг по международной шкале (S&P) | Рейтинг по международной шкале (S&P) | Рейтинг по международной шкале (S&P) | Рейтинг по международной шкале (S&P) | Рейтинг по международной шкале (S&P) |
| Дата       | В иностранной валюте                 | В иностранной валюте                 | В иностранной валюте                 | В национальной валюте                | В национальной валюте                | В национальной валюте                |
| Дата       | Долгосрочный                         | Прогноз                              | Краткосрочный                        | Долгосрочный                         | Прогноз                              | Краткосрочный                        |
| ---------- | ------------------------------------ | ------------------------------------ | ------------------------------------ | ------------------------------------ | ------------------------------------ | ------------------------------------ |
| 03.11.2008 | B+                                   | Негативный                           | B                                    | BB                                   | Негативный                           | B                                    |
| 15.03.2011 | B                                    | Негативный                           | н/д                                  | B+                                   | Негативный                           | B                                    |
| 26.09.2011 | B-                                   | Негативный                           | С                                    | B-                                   | Негативный                           | B                                    |
| 17.07.2012 | B-                                   | Стабильный                           | В                                    | B-                                   | Стабильный                           | В                                    |
| 18.04.2013 | B-                                   | Позитивный                           | В                                    | B-                                   | Позитивный                           | В                                    |

По данным Нацбанка Беларуси, международные резервные активы страны на 1 января 2023 года составляли 7,93 млрд долларов (в эквиваленте). Несмотря на последовательный рост на протяжении пяти месяцев, по итогам 2022 года резервы сократились на 495,4 млрд долларов (-5,88 %). С августа 2022 года Нацбанк не публикует детальной структуры резервных международных активов и не указывает факторов, повлиявших на их изменения.
Резервы на 1 января каждого года, рассчитанные по метометодологии МВФ, представлены на графике (в млн долларов США):

### Валютное регулирование
С 19 апреля 2011 года, в связи с начавшимся финансовым кризисом, были отменены ограничения по курсообразованию на внебиржевом рынке для юридических лиц. 23 мая они были возвращены, в связи с чем сделки на внебиржевом рынке валюты практически прекратились. 14 сентября 2011 года обменным пунктам банков было разрешено устанавливать собственный курс валюты.
В течение 2012—2014 годов белорусский рубль ослаблялся по отношению к доллару не более чем на 10 рублей в день. В декабре 2014 года вслед за быстрым падением курса российского рубля в обменных пунктах стал расти курс доллара и евро к белорусскому рублю, в то время как курс, устанавливаемый Национальным банком, практически не рос. К 19 декабря минимальный курс продажи доллара населению в Минске вырос до 11 500 рублей, максимальный — до 11 990 при официальном курсе в 10 890 рублей (в Гомеле курс продажи доллара в обменных пунктах вырос до 13 000 рублей). Вопреки заверениям А. Лукашенко и П. Прокоповича о невозможности новой девальвации, днём 19 декабря Национальный банк ввёл «временную» комиссию в 30 % на продажу валюты населению. Одновременно НБ РБ повысил норму обязательной продажи валютной выручки для экспортёров с 30 % до 50 %, а для предотвращения массового снятия рублей с банковских депозитов повысил процентные ставки по постоянно доступным и двусторонним операциям для предоставления ликвидности банкам до 50 %. Одновременно началась массовая приостановка работы интернет-магазинов «за нарушение правил торговли» (цены указывались в условных единицах); за недостаточно широкий ассортимент отечественной продукции была приостановлена работа некоторых супермаркетов, а также магазинов обуви и стройматериалов. К концу января 2015 года ставки по потребительским кредитам от банков в рублях составили от 49 % до 84,9 % годовых (без учёта комиссий, страховок и дополнительных затрат на обслуживание).
Валютные сбережения и депозиты
С 2016 года население стало продавать больше валюты, чем покупать; к августу 2019 года превышение продажи валюты над покупкой наблюдалось 42 месяца подряд. Помимо продажи сбережений валюты населением, значимой причиной этого процесса считаются также денежные переводы граждан, работающих за рубежом. Одновременно объём депозитов физических лиц в рублях стал расти быстрее, чем объём депозитов в валюте (в рублёвом эквиваленте).

### Инфляция
С 2000 по 2006 год темпы инфляции в Беларуси снижались. В 2007—2008 годах произошёл их рост, в 2009 году — снова снижение, в 2011 году — резкий рост. В 2012 году инфляция стабилизировалась на отметке 21 %.
С 2011 года Беларусь некоторое время являлась одним из мировых лидеров по темпам инфляции (108,7 % в 2011 году), опережая по этому показателю все страны Европы и Азии. Согласно официальному прогнозу руководства республики, в 2012 и 2013 годах инфляция не должна была превысить 12 % ежегодно, однако она составила 21,8 % и 16,5 % соответственно. По официальному прогнозу на 2014 год инфляция должна была составить около 11 %, но итоговый показатель составил 16,2 %. При этом по ряду позиций произошло сильное увеличение: мясо и птица подорожали на 30,6 %, медикаменты — на 26,5 %, платные услуги дошкольных учреждений — на 94,4 %, платные медицинские услуги — на 32,6 %. Также вырос ряд тарифов: на электроэнергию — на 34,5 % (при значительном снижении цен на энергоносители в 2014 году), на газ — на 44,2 %, на водоснабжение — на 27,1 %, тарифы на проезд в городском транспорте — на 34,9 %, на проезд в электричках — на 33 %.

## Международное сотрудничество
со странами СНГ
Вхождение в Таможенный союз (2010) и предоставление Россией 6,3 млн т беспошлинной нефти для внутреннего потребления должны были привести к снижению стоимости бензина и дизтоплива на 30 %. Однако внутренние цены на бензин и топливо увеличились, доходы населения и предприятий в последнее время заморожены или вообще упали.
Доходы от экспорта нефтепродуктов, выработанных на двух нефтеперерабатывающих заводах, составляют около половины товарного экспорта Беларуси и являются основным источником пополнения республиканского бюджета от внешнеэкономической деятельности. В 2012 году Беларусь отказалась от закупок сырой нефти в Венесуэле и Азербайджане, монопольным поставщиком углеводородов в Беларусь является Россия. В 2013 году Беларусь покупала российскую нефть по 380 $ за т (в 2013 году закупила 20,93 млн т), а российский газ — по 163 $ за 1 тыс. м³.
В 2014 году в России было принято решение пересмотреть обложение налогами и пошлинами добываемой нефти (так называемый «налоговый манёвр»), что в перспективе могло привести к значительному удорожанию нефти для белорусских нефтеперерабатывающих заводов. Осенью 2014 года была достигнута предварительная договорённость о компенсации потенциальных убытков из-за этой меры, однако ожидается, что налоговый манёвр всё равно негативно отразится на рентабельности НПЗ.
Китай
По состоянию на 31 декабря 2018 года под гарантии Совета министров республики было взято 33 целевых кредита у китайских государственных банков. Некоторые из них были взяты для реализации крупных инфраструктурных проектов (реконструкция автомобильной дороги М5 Минск — Гомель, электрификация Гомельского направления Белорусской железной дороги; строительство парогазовых установок на Берёзовской ГРЭС и Лукомльской ГРЭС, строительство ЛЭП для связи Белорусской АЭС с энергосистемой и другие проекты). Несколько кредитов были взяты для модернизации существующих промышленных предприятий (цементных заводов в Костюковичах, Красносельском и Кричеве, Добрушской бумажной фабрики, Оршанского льнокомбината) и для строительства новых предприятий (производство легковых автомобилей, завод сульфатной белёной целлюлозы в Светлогорске и другие проекты).
Большинство проектов было реализовано успешно. Однако строительство завода сульфатной белёной целлюлозы в Гомельской области сопровождалось нарушениями (было поставлено бракованное оборудование, сообщалось об обрушении части кровли). При подготовке ко вводу предприятия в эксплуатацию начались систематические выбросы зловонных и потенциально опасных химических соединений в атмосферу, а также были зарегистрированы сбросы отходов в реку в обход промышленной канализации. Поскольку генеральный подрядчик отказался вводить завод в промышленную эксплуатацию, в 2019 году Светлогорский целлюлозно-картонный комбинат, управляющий заводом, начал процедуру расторжения контракта. В 2018 году премьер-министр Республики Беларусь Андрей Кобяков признал, что первоначально возводившая завод компания не имела опыта подобного строительства.

### Инвестиции
Начиная с 2003 года правительство увеличивало темпы прироста инвестиций (с 3,2 % в 2002-м до 36 % в первой половине 2006 года), что превышало темпы прироста ВВП. Одновременно нарастала доля инвестиций в ВВП с 16,2 % в 2002 году до максимума в начале 2005 года — 23,2 %. Затем в 2006—2007 гг. темпы прироста инвестиций быстро и неуклонно снижались: с 44 % по инвестициям производственного назначения в I квартале 2006 года до 4,2 % в августе 2007 года. В 2008 году объём иностранных инвестиций (не считая банковских кредитов) в экономику Беларуси составил 187 млн долл. Общий объём иностранных инвестиций за 2008 год превысил 6,5 млрд долл.
Основной приток иностранных инвестиций идёт из России. К 2013 году из общего объёма иностранных инвестиций в Беларуси на Россию пришлось 9037 млн $ (62 %), на Кипр — 1638 млн $ (11 %), на Турцию — 527 млн $ (4 %), на Австрию — 474 млн $ (3 %), на Нидерланды — 355 млн $ (2 %). К концу 2012 года 73 % иностранных инвестиций пришлось на Минск.
В 2016 году произошло резкое сокращение инвестиционной активности в Беларуси — по сравнению с 2015 инвестиции в основной капитал снизились на 17,9 % до 18,1 млрд руб. Инвестиции сократили организации практически всех форм собственности. Так, предприятия, подведомственные республиканским органам власти, снизили объём инвестиций в основной капитал на 17,1 %, предприятия без ведомственной подчиненности (то есть, как правило, частные структуры) — на 13,2 %. Больше всего инвестиционная активность просела в регионах — организации, подведомственные местным органам власти, снизили инвестиции в основной капитал на 25 % по сравнению с 2015 годом.
За счёт средств бюджета в 2016 г. инвестиции были профинансированы на 4,4 млрд руб. (на 10,1 % меньше по сравнению с 2015); предприятия направили около 7 млрд руб. собственных средств на финансирование инвестиционной деятельности, что на 17,9 % меньше по сравнению с 2015 годом.
Банки направили на финансирование инвестиционной деятельности 2,5 млрд руб., что примерно на треть (на 34,9 %) меньше по сравнению с 2015.
По итогам 2016 года доля инвестиций в основной капитал по отношению к ВВП Беларуси составила 19,2 %. В то же время в утверждённой Программе социально-экономического развития Беларуси на 2016—2020 годы. ставилась задача обеспечивать долю инвестиций в основной капитал «на уровне экономической безопасности — не менее 25 % к ВВП». Таким образом, показатель 2016 года оказался на 5,8 % ниже упомянутого порога экономической безопасности.
Сравнение данных за предыдущие года показывает, что доля инвестиций по отношению к ВВП в 2016 опустилась до минимального с 2003 года уровня. Снижение этого показателя в Беларуси наблюдается уже 3 года подряд (с 2014).
Беларусь за несколько лет получила от Китая больше 5 млрд долларов кредитами и инвестициями.

## Торговля
В 2000—2010 годах зафиксирован значительный рост торговых площадей магазинов в республике — с 2,696 млн м² до 3,705 млн м². За этот же период показатель обеспечения торговыми площадями магазинов на 1 тыс. жителей Беларуси увеличился с 270,7 м² до 390,8 м².

### Внешняя торговля
Экспорт, импорт и сальдо внешней торговли Беларуси (в млн $):
Экономика Беларуси имеет высокую степень открытости — доля экспорта товаров и услуг в ВВП превышает 60 %.
Большая часть товарооборота Беларуси приходится на страны СНГ. Беларусь в основном сохранила хозяйственные связи с российскими предприятиями и значительный промышленный экспорт в Россию. В Россию, в частности, поступает 60-70 % всего экспорта средств транспорта, машин и оборудования из Беларуси. В связи с экономическими санкциями 2014—2017 годов Беларусь осуществляла реэкспорт переупакованных санкционных товаров, которые формально были запрещены к ввозу в Россию. При этом посол Российской Федерации в Республике Беларусь А. Суриков признавал, что большинство нарушений вызвано действиями российских компаний, занимавшихся нелегальными схемами реэкспорта.
Экспорт товаров по странам – основным торговым партнерам в 2015 году
 Россия (39 %) Великобритания (11 %) Украина (9,4 %) Нидерланды (4,3 %) Германия (4,1 %) Другие (32,2 %)
Импорт товаров по странам – основным торговым партнерам в 2015 году
 Россия (56,6 %) Китай (7,9 %) Германия (4,6 %) Польша (3,6 %) Украина (3,1 %) Другие (24,2 %)
Основные торговые партнёры Беларуси в 2016 году
по экспорту
- Россия — 10 948 млн $;
- Украина — 2846 млн $;
- Великобритания — 1080 млн $;
- Германия — 944 млн $;
- Нидерланды — 927 млн $;
- Польша — 815 млн $;
- Литва — 767 млн $;
- Китай — 473 млн $;
- Бразилия — 441 млн $;
- Казахстан — 364 млн $.

по импорту
- Россия — 15 307 млн $;
- Китай — 2130 млн $;
- Германия — 1332 млн $;
- Польша — 1185 млн $;
- Украина — 985 млн $;
- Турция — 735 млн $;
- Италия — 576 млн $;
- США — 515 млн $;
- Литва — 266 млн $;
- Франция — 243 млн $.

Некоторые позиции экспорта
|                                           | 2000 | 2001 | 2002 | 2003 | 2004 | 2005 | 2006 | 2007 | 2008 | 2009 | 2010 | 2011 | 2012 | 2013 | 2014 | 2015 | 2016 | 2017 | 2018 |
| ----------------------------------------- | ---- | ---- | ---- | ---- | ---- | ---- | ---- | ---- | ---- | ---- | ---- | ---- | ---- | ---- | ---- | ---- | ---- | ---- | ---- |
| Нефтепродукты, млн т                      | 7,8  | 7,7  | 9,9  | 10,6 | 13   | 13,5 | 14,8 | 15,1 | 15,2 | 15,5 | 11,2 | 15,7 | 17,5 | 13,6 | 13,8 | 16,9 | 13   | 12,3 | 11,9 |
| Калийные удобрения, тыс. т                | 2840 | 3309 | 3330 | 3816 | 4254 | 4288 | 3962 | 4354 | 3797 | 1759 | 4180 | 4698 | 3669 | 3437 | 5720 | 5553 | 5706 | 6436 | 6612 |
| Азотные удобрения, тыс. т                 | 341  | 364  | 385  | 344  | 245  | 214  | 224  | 236  | 153  | 305  | 238  | 323  | 235  | 393  | 267  | 474  | 363  | 289  | 367  |
| Шины, тыс. шт.                            | 2007 | 2151 | 1375 | 2334 | 2721 | 2332 | 2636 | 3492 | 3455 | 3808 | 3716 | 3715 | 4265 | 4307 | 3816 | 3351 | 3928 | 4498 | 5554 |
| Химические волокна и нити, тыс. т         | 150  | 157  | 163  | 158  | 155  | 141  | 153  | 160  | 151  | 156  | 171  | 153  | 173  | 164  | 148  | 138  | 152  | 147  | 148  |
| Чёрные металлы, тыс. т                    | 1391 | 1431 | 1452 | 1413 | 1498 | 1631 | 1825 | 1857 | 1903 | 1863 | 1747 | 1774 | 1974 | 1663 | 1917 | 1995 | 1697 | 1772 | 1922 |
| Холодильники и морозильники, тыс. шт.     | 610  | 654  | 721  | 790  | 848  | 890  | 969  | 982  | 946  | 816  | 989  | 941  | 1016 | 967  | 933  | 772  | 884  | 741  | 836  |
| Телевизоры, мониторы, проекторы, тыс. шт. | 373  | 480  | 454  | 544  | 739  | 814  | 437  | 385  | 355  | 176  | 296  | 270  | 535  | 225  |      |      |      |      |      |
| Тракторы и седельные тягачи, тыс. шт.     | 21   | 23   | 25   | 30   | 36   | 41   | 49   | 64   | 62   | 41   | 43   | 64   | 66   | 55   | 46   | 33   | 32   | 38   | 40   |
| Грузовые автомобили, тыс. шт.             | 10   | 12,4 | 10,6 | 11,9 | 12,3 | 13,2 | 13,2 | 13,5 | 11,5 | 3    | 6,9  | 11,8 | 15,2 | 10,9 | 8,8  | 3,9  | 4,7  | 6,1  | 7    |
| Молоко и сливки сгущённые и сухие, тыс. т | 49   | 57   | 57   | 75   | 94   | 119  | 153  | 161  | 167  | 180  | 195  | 186  | 210  | 238  | 197  | 234  | 213  | 231  | 214  |
| Молоко и сливки несгущённые, тыс. т       |      |      |      |      |      |      |      |      |      |      |      | 183  | 301  | 287  | 323  | 325  | 317  | 307  | 246  |
| Сахар, тыс. т                             |      |      |      |      |      |      |      |      |      |      |      | 396  | 451  | 516  | 400  | 363  | 352  | 407  | 427  |
| Плиты ДСП, тыс. м³                        |      |      |      |      |      |      |      |      |      |      |      | 92   | 132  | 410  | 499  | 834  | 1487 | 1893 | 1672 |

## Трудовые ресурсы
|                                                                                               |                                                                                                   | |
| Доля населения моложе трудоспособного возраста: 20—23,6 %; 18—19,9 %; 16—17,9 %; 13,8—15,9 %. | Доля населения трудоспособного возраста: более 63 %; 60—62,9 %; 55—59,9 %; 50—54,9 %; менее 50 %. | Доля населения старше трудоспособного возраста: более 34,7 %; 30—34,6 %; 25—29,9 %; 20—24,9 %; 17,2—19,9 %. |

Самая большая проблема (как и в России, Молдове, на Украине и т. д.) — увеличивающийся с каждым годом дефицит трудоспособной рабочей силы и рост количества пенсионеров в связи с низкой рождаемостью и высокой эмиграцией населения в другие, более богатые страны мира. Особенно сложная ситуация с растущим демографическим кризисом во многих развивающихся странах Европы и Азии: Беларуси, России, Китае, Молдове, Таиланде, на Украине и т. д. В этих стран обычный демографический кризис, свойственный развитым странам, усугубляется часто ещё большим уменьшением официально работающей доли трудоспособного населения в связи с обширной неформальной, теневой экономикой, ещё более низкой рождаемостью, ещё большей безработицей, ещё большем ростом пенсионеров в связи с меньшими здоровыми годами активной трудоспособной жизни, что вкупе с активной эмиграции молодого, экономически активного и самого трудоспособного населения в более богатые страны мира приводит к замедлению экономического роста стран и, как следствие, к замедлению роста зарплат и уровня жизни в странах, что, в свою очередь, замедляет сближение уровня жизни в развивающихся странах с уровнем жизни развитых. Богатые развитые страны Европы и Азии часто решают проблему демографического кризиса, просто увеличивая квоты на ввоз большего числа иностранной рабочей силу, что в свою очередь бедные, экономические не привлекательные как для квалифицированной, так и неквалифицированной иностранной рабочей силы развивающиеся страны себе позволить не могут. Как пример, экономика Беларуси может столкнуться с широко обсуждаемой проблемой, Беларусь может постареть быстрее, чём её население разбогатеет, что может привести к замедлению роста уровня жизни в Беларуси и сближения её по зарплатам с другими развитыми и богатыми экономками Азии и Европы: Японией, Республикой Кореей, Китайской Республикой, Швейцарией, Германией, Францией, Норвегией, Словенией и т. д. В худшем случае это может привести к экономическому застою, подобному японскому, наблюдаемому в Японии уже два десятилетия. Но с учётом, что Япония является экономически развитой, богатой страной с высокими зарплатами, а Беларусь — лишь развивающейся.

### Занятость
С 1990 по 2012 год численность населения в трудоспособном возрасте практически не изменилась при одновременном значительном снижении общей численности населения:
| Параметр                                      | 1990 год (тыс. чел.) | 1995 год (тыс. чел.) | 2000 год (тыс. чел.) | 2005 год (тыс. чел.) | 2010 год (тыс. чел.) | 2011 год (тыс. чел.) | 2012 год (тыс. чел.) |
| --------------------------------------------- | -------------------- | -------------------- | -------------------- | -------------------- | -------------------- | -------------------- | -------------------- |
| Общая численность населения                   | 10 190               | 10 177               | 9957                 | 9630                 | 9481                 | 9465                 | 9464                 |
| в том числе в возрасте моложе трудоспособного | 2495                 | 2350                 | 1989                 | 1615                 | 1513                 | 1522                 | 1549                 |
| в трудоспособном возрасте                     | 5665                 | 5672                 | 5843                 | 5944                 | 5804                 | 5749                 | 5687                 |
| в возрасте старше трудоспособного             | 2030                 | 2155                 | 2125                 | 2071                 | 2164                 | 2194                 | 2228                 |
| Численность населения, занятого в экономике   | 5151                 | 4410                 | 4444                 | 4414                 | 4666                 | 4655                 | 4577                 |
| Численность пенсионеров                       | 2375                 | 2659                 | 2622                 | 2588                 | 2615                 | 2631                 | 2649                 |

23,6 % населения, занятого в экономике, или 1078 тыс. человек, проживало в 2012 году в Минске; меньше всего проживает в Гродненской и Могилёвской областях — 501 и 491 тыс. соответственно.
В 2012 году больше всего людей было занято в обрабатывающей промышленности (1036,5 тыс. человек — 22,6 % экономически активного населения), в торговле и ремонте (исключая ремонт в промышленности; 637,2 тыс. — 13,9 %), сельском и лесном хозяйстве (458,5 тыс. — 10 %), образовании (456,7 тыс. — 10 %), строительстве (353,2 тыс. — 7,7 %), транспорте и связи (341,3 тыс. — 7,4 %) и здравоохранении и предоставлении социальных услуг (321,1 тыс. — 7 %).
К 2018 году доля трудовых ресурсов в общей численности населения сократилась до 60,4 % (5730,1 тыс. человек, в том числе 365,1 тыс. человек старше и моложе трудоспособного возраста, занятых в экономике). Численность занятого в экономике населения сократилась до 4335,5 тыс. человек (75,7 % от общей численности трудовых ресурсов).

### Безработица
Статистика безработицы в Беларуси не рассчитывается по всемирным стандартам Международной организации труда, хотя страна является членом организации и участником Конвенции о статистике труда. Вместо расчёта безработицы по всемирным стандартам в качестве уровня безработицы применяется подсчёт количества людей, состоящих на учёте в службе занятости. В середине 2010-х годов Национальный статистический комитет Республики Беларусь начал проводить выборочные обследования безработицы по методологии МОТ.
Официальный уровень зарегистрированной безработицы составляет менее 1 % экономически активного населения. Средний размер пособия на одного безработного в феврале 2010 года — 48 900 руб. Независимые аналитики указывают на то, что столь низкий уровень безработицы является показным и предназначен он только для тиражирования в государственных СМИ, поскольку ему не доверяют даже в государственных ведомствах. Считается, что низкое число зарегистрированных в службах занятости безработных обусловлено очень низким объёмом пособия по безработице (10—15 $) и обязательствам по участию в общественных работах. По мнению заместителя министра экономики Андрея Тура, таким образом государство «стимулирует безработного к поиску работы». В 2015 году министр труда и социальной защиты М. Щёткина заявила, «никто с голоду не умрёт. Пособие по безработице не будет увеличиваться», хотя высказывались и предложения повысить размер пособия.
По состоянию на начало 2019 года, размер среднего пособия по безработице варьируется от 25 руб. (~12 $) в Минске до 31 руб. (~15 $) в Гомельской области, или от 11,2 % до 13,9 % бюджета прожиточного минимума. С 1 января 2021 года максимальное пособие по безработице составило 58 руб. (~22 $) в месяц.
По данным выборочного обследования Национального статистического комитета, в 2017 году безработица в Беларуси составила 5,6 % (от 3,8 % в Минске до 8 % в Могилёвской области). По всем регионам эта статистика многократно отличается от уровня зарегистрированной безработицы:
В 2018 году Национальный статистический комитет республики оценил уровень безработицы по методологии, принятой Международной организацией труда, в 4,8 % (244,9 тыс. человек); доля женщин в общей численности безработных составила 36,8 %. В первом квартале 2019 года Белстат оценил уровень безработицы в 4,6 % (мужчины — 5,5 %, женщины — 3,6 %), а уровень занятости — в 68 % (мужчины — 71,5 %, женщины — 64,8 %). В возрасте 25—49 лет уровень занятости составляет 90—92 %.
Реальный уровень безработицы может быть выше — так, во время переписи 2009 года 5,6 % лиц трудоспособного возраста в Минске и 6,1 % в среднем по стране отнесли себя к безработным. По мнению аналитиков, реальная безработица составляет порядка 10 % и может увеличиться до 20 % к концу 2012 года из-за продолжающегося кризиса. В октябре 2014 года А. Лукашенко признал, что в экономике страны не занято полмиллиона человек, или почти 10 % экономически активного населения, и потребовал начать борьбу с «тунеядством» и «иждивенчеством». Премьер-министр М. Мясникович заявил о том, что в Беларуси не работает 445 тыс. человек в трудоспособном возрасте.

### Трудовая миграция
Масштабы трудовой миграции (прежде всего — оттока кадров из Беларуси) неизвестны. В частности, Министерство труда не подтверждало и не опровергало информацию о росте трудовой миграции в 2011 году из-за кризиса. Позднее вице-премьер С. Румас сослался на официальные данные, из которых следовало, что трудовая миграция в 2011 году не выросла, хотя признал ухудшение ситуации на рынке труда в связи с запуском новых интеграционных проектов с Россией. Цифры Белстата, однако, не учитывают перемещения через открытую границу с Россией без получения разрешений и регистрации в соответствующих органах. Реальное количество мигрантов приблизительно оценивается в 150 тыс. человек ежегодно — около 3 % от экономически активного населения, что примерно в 30 раз выше данных официальной статистики. Другие оценки говорят о более чем 600 тыс. уехавших на заработки только в Россию. Объём денежных переводов мигрантов в сумме составил 592 млн $ (1,3 млрд $ по методике Всемирного банка) по итогам 2010 года — около 1—2 % ВВП, что является невысоким уровнем по сравнению со среднемировыми показателями.
Больше всего людей уезжают на заработки в Россию. Имеются сведения, что в Россию в основном уезжают рабочие (прежде всего строители), в то время как отток высококвалифицированных кадров в Россию невелик. На Россию приходится 90 % от всех денежных переводов мигрантов. Важнейшей причиной перемещения трудовых ресурсов из Беларуси в Россию является разница в заработной плате, значительно увеличившаяся в результате финансового кризиса 2011 года и обвала белорусского рубля. Важными факторами значительной трудовой миграции являются культурная и языковая близость с Россией. Кроме того, полная открытость границы способствует передвижению работников без регистрации в соответствующих органах, что значительно усложняет подсчёт выезжающих на заработки.
При этом в правительстве считают, что и в Беларуси ощущается потребность в привлечении трудовых мигрантов — как высоко-, так и низкоквалифицированных.
Большинство трудовых мигрантов не учитывается органами МВД РБ из-за несовершенства системы учёта. В результате численность граждан Беларуси, трудоустроившихся в других странах, различается с данными стран, принимающих белорусских работников, в десятки, а иногда — и в сотни раз. Так, в 2016 году, по данным МВД РБ, в Латвию выехало на работу 18 человек, однако Управление по делам гражданства и миграции Латвии выдало 1018 разрешений для белорусов. В 2018 году МВД РБ насчитало всего двух граждан, которые трудоустроились в Латвии, в то время как по латвийской статистике их было 1824 человека. По официальной белорусской статистике, в 2018 году всего 11 граждан Беларуси трудоустроились в Эстонии, а по эстонской статистике — 1112 человек. Больше всего белорусских трудовых мигрантов в Литве — строители (каменщики, бетонщики, монтажники, сантехники) и представители рабочих профессий (столяры, повара ресторанов, слесари по ремонту автомобилей).
Сопоставимые данные демонстрируют рост трудовой эмиграции. По оценке Национального статистического комитета республики, за 2015—2018 годы численность граждан, работавших за пределами страны (до 1 года) выросла с 39,4 тыс. человек до 95,4 тыс. человек.

## Доходы населения
Налогообложение: 4 января 2022 года принят изменённый Налоговый кодекс.

### Зарплата
Один из основных статистических показателей для определения средней заработной платы работников по республике — «номинальная начисленная заработная плата» — существенно выше суммы, непосредственно начисляемой работнику. 34 % перечисляется в Фонд социальной защиты населения работодателем (для резидентов особых экономических зон — Парка высоких технологий, Оршанского района и других — отчисления в ФСЗН существенно ниже), ещё 1 % перечисляет работник. Перед выплатой вычитываются также страховые отчисления и комиссия банку. 13 % подоходного налога (от номинальной начисленной заработной платы) выплачивает работник.
На протяжении 2000-х годов заработная плата увеличивалась и к президентским выборам 2010 года достигла эквивалента в 500 $. В результате финансового кризиса и девальвации 2011 года заработная плата в долларовом эквиваленте сократилась с 500 $ до 312 $ к маю 2011 года и до 218 $ к сентябрю. Впоследствии заработная плата вновь начала расти.
Средняя заработная плата в Беларуси в апреле 2019 года составила 1073,7 руб. (509 $). Медианная заработная плата в ноябре 2019 года составляла 848,5 руб. (400 $). Минимальный размер оплаты труда с 1 января 2021 года составляет 400 руб. (155,6 $). Индекс Кейтца (процент МРОТа от средней зарплаты по стране) в Беларуси по состоянию на апрель 2019 года составляет около 31 % (в странах ОЭСР он как правило не опускается ниже 40—45 %). С 1 января 2022 года минимальный размер оплаты труда составляет 457 руб. (180,46 $). С 1 января 2023 года минимальный размер оплаты труда составляет 554 руб. (219,47 $).
По итогам 2019 года самая низкая средняя зарплата была зафиксирована в следующих отраслях:
- Услуги парикмахерских и салонов красоты — 576 руб. (52,8 % от средней номинальной начисленной зарплаты по Беларуси за январь — декабрь 2019 года, которая составила 1090,9 руб.);
- Деятельность библиотек, архивов, музеев и прочая деятельность в области культуры — 613,1 руб. (56,2 %);
- Деятельность по уходу в специализированных учреждениях и предоставление социальных услуг — 620,9 руб. (56,9 %);
- Творческая деятельность и развлечения — 659,9 руб. (60,5 %);
- Водный транспорт — 687,1 руб. (63 %);
- Рыболовство и рыбоводство — 689,4 руб. (63,2 %);
- Животноводство — 745,7 руб. (68,4 %);
- Административные и вспомогательные услуги — 750 руб. (68,8 %; медианная зарплата в ноябре — 681,6 руб.[249]);
- Образование — 767,6 руб. (70,4 %; медианная зарплата в ноябре — 680,2 руб.[249]);
- Услуги по общественному питанию — 780,5 руб. (71,6 %);
- Производство текстильных изделий, одежды, изделий из кожи и меха — 780,8 руб. (71,6 %);
- Растениеводство — 784,3 руб. (71,9 %).

Самая высокая зарплата в 2019 году была зафиксирована в отрасли «Информационные технологии и деятельность в области информационного обслуживания» (4322,4 руб. — 396,2 % от средней по стране), а также в пассажирском авиатранспорте (3156,6 руб. — 289,4 %), вспомогательной деятельности в сфере финансовых услуг и страхования (2502,4 руб. — 229,4 %), производстве химических продуктов (1910,2 руб. — 175,1 %), горнодобывающей промышленности (1874,7 руб. — 171,9 %) и нефтеперерабатывающей промышленности (1839,8 руб. — 168,7 %).
Средняя зарплата по областям в 2019 году варьировалась от 898,5 руб. (82,36 % от средней по РБ) в Могилёвской области до 1524,3 руб. (139,7 %) в Минске:

### Пенсии
Средний размер пенсии по возрасту в декабре 2007 года составил 345,3 тыс. руб. (160 $). Из-за девальвации 23—24 мая 2011 года размер пенсий в долларовом эквиваленте значительно сократился. 26 мая было объявлено о повышении пенсий на 80 500 руб. (около 16 $). К сентябрю—октябрю 2011 года размер пенсии составил 795 тыс. руб. — около 88 $.
Средний размер пенсии по возрасту в Беларуси в мае 2006 года составил 260 тыс. руб. (121 $), для участников ВОВ — 381,9 тыс. руб. (178 $), для инвалидов ВОВ 382—488 тыс. руб. (178—227 $) в зависимости от группы инвалидности. Реальная пенсия в Беларуси в 2010 году относительно 2005 года возросла в 1,6 раза. Пенсионеры в Беларуси практически выведены из категории малообеспеченных: среднемесячная минимальная пенсия по возрасту в 2010 году превысила бюджет прожиточного минимума пенсионера на 19,2 %. Анализ тенденций в отношении населения в возрасте 60 лет и старше показывает, что в республике возрастает число пожилых людей и что старение населения проходит более интенсивно. Быстрыми темпами увеличивается и количество одиноких или проживающих отдельно от детей и родственников людей старше трудоспособного возраста. В настоящее время (2010) в республике проживают около 2,1 млн пожилых (21,4 % всего населения страны). По прогнозу, к 2015 году их количество возрастёт до 24 %.
В январе — феврале 2013 года средняя пенсия по возрасту составила 1,97 млн руб. (около 228 $), по инвалидности — 1,73 млн руб. (200 $), по случаю потери кормильца — 1,24 млн руб. (143 $), средний размер социальных пенсий — 860 тыс. руб. (99 $).

### Бедность и распределение доходов
| Доля малообеспеченного населения (%):                                                           |
| ----------------------------------------------------------------------------------------------- |
| Графики недоступны из-за технических проблем. См. информацию на Фабрикаторе и на mediawiki.org. |

Уровень абсолютной бедности в Беларуси долгое время заметно снижался благодаря достаточно быстрому экономическому росту и политике перераспределения доходов. Но с 2015 года ситуация изменилась — результатом стагнации экономики стало увеличение абсолютной бедности. Динамика показывает значительное падение доходов населения: в 2015 году в среднем около 5 %, в 2016 — ближе к 8 %. Падение было связано со снижением реальной заработной платы и с общим снижением экономической активности населения.
В 2018 году 5,6 % населения располагало ресурсами ниже бюджета прожиточного минимума и относилось к малообеспеченным. В городах и городских посёлках доля малообеспеченных вдвое ниже, чем в сельской местности: 4,4 % против 9,3 %.
В 2018 году 3,5 % домашних хозяйств оценили уровень материального положения как низкий, 21,3 % — ниже среднего, 70,9 % — средний, 4,3 % — выше среднего. В Гомельской области больше всего домохозяйств (5,5 %) оценили свой уровень материального положения как низкий, в Минске — меньше всего, 0,9 %. В Брестской области больше всего домохозяйств (5,4 %) оценили свой уровень материального положения выше среднего, в Гомельской — меньше всего, 3,1 %. В Могилёвской области и Минске больше всего домохозяйств отнесли себя к средней группе по материальному положению — 73,4 % и 73,2 % соответственно. В 2018 году 13,5 % домашних хозяйств указали на неудовлетворённость уровнем своих денежных доходов (в 2017 году — 16,5 %, в 2013 году — 13,2 %). Чаще всего на это указывали в Гомельской области (16,6 %), реже всего — в Минской области (8,4 %). По данным выборочного обследования домашних хозяйств, 26,3 % из них заявили о трудностях с покупкой мебели на замену пришедшей в негодность, 6,7 % (среди домохозяйств с детьми) — с регулярной покупкой фруктов детям, 5,8 % — с покупкой назначенных врачом лекарств, 4,8 % — с обновлением верхней одежды в холодное время года хотя бы один раз в 5 лет. 1,7 % домашних хозяйств заявили о трудностях с покупкой мяса и рыбы хотя бы один раз в неделю, 1,3 % — со своевременной оплатой жилищно-коммунальных услуг.
Доля малообеспеченных граждан по областям и городу Минску (% от общей численности населения):
В 2018 году среднедушевой доход 2,7 % домохозяйств составлял менее 200 руб. в месяц (при бюджете прожиточного минимума в 216,9 руб.). В Гомельской и Могилёвской областях таких домохозяйств было 4,3 % и 4 % соответственно, в Минске — 0,3 %. В сельской местности доля домохозяйств со среднедушевым доходом менее 200 руб. выше, чем в городах и городских посёлках — 3,5 % против 2,4 %. Меньше всего таких домохозяйств среди состоящих только из пенсионеров (0,3 %). 0,2 % населения располагают ресурсами менее чем на 50 % бюджета прожиточного минимума.
Отражающий уровень неравенства доходов коэффициент Джини, по данным Национального статистического комитета республики, в 2018 году составил 0,275 (27,5 %). 20 % самых бедных граждан располагают ресурсами в 4 раза меньшими, чем 20 % самых богатых — 9,6 % против 38,2 %.

### Депозиты населения
На 1 января 2019 года объём депозитов населения в банках составил 22,2 млрд руб.: 6,8 млрд в национальной и 15,4 млрд в иностранной валюте. За 2017 и 2018 годы объём депозитов в рублях рос значительно быстрее вкладов в иностранной валюте — на 49,7 % против 5,9 %. При этом доля депозитов в рублях остаётся невысокой (30,5 %) и остаётся ниже уровня 2013 года (32,3 %).

### Кредиты физическим лицам
На 1 января 2019 года задолженность физических лиц банкам составила 11,6 млрд руб. (за год выросла на 28,4 %), в том числе 11,2 млрд по долгосрочным кредитам и 0,4 млрд по краткосрочным. Более одной трети от общего объёма кредитов взяли жители Минска (4,2 млрд руб.), 2-е место — у жителей Брестской области (1,6 млрд руб.).

## Рейтинги
Список из 10 самых прибыльных предприятий за первый квартал 2013 года в сферах сельского хозяйства и промышленности.
| № п/п                           | 1                 | 2                   | 3                                        | 4                                                    | 5                    | 6                                                           | 7                               | 8                                  | 9                      | 10                                         |
| ------------------------------- | ----------------- | ------------------- | ---------------------------------------- | ---------------------------------------------------- | -------------------- | ----------------------------------------------------------- | ------------------------------- | ---------------------------------- | ---------------------- | ------------------------------------------ |
| Наименование предприятия        | ОАО «Гродно Азот» | ОАО «Беларуськалий» | ОАО «Гродненская табачная фабрика Неман» | ОАО МАЗ — управляющая компания холдинга «БЕЛАВТОМАЗ» | ОАО «Промагролизинг» | ОАО "Управляющая компания холдинга «Минский моторный завод» | ОАО "Агрокомбинат «Дзержинский» | ОАО «Слуцкий сыродельный комбинат» | ОАО «Савушкин продукт» | ОАО «Смолевичская бройлерная птицефабрика» |
| Где находится предприятие       | Гродно            | Минская область     | Гродно                                   | Минск                                                | Минск                | Минск                                                       | Минская область, Фаниполь       | Минская область, Слуцк             | Брестская область      | Минская область                            |
| Сумма чистой прибыли, млрд руб. | 296,814           | 238,112             | 128,681                                  | 83,078                                               | 76,09                | 70,298                                                      | 61,704                          | 44,368                             | 41,589                 | 33,21                                      |